# فهرست پرفروش‌ترین فیلم‌ها

بر باد رفته سی وچهار سال رکورد پرفروش‌ترین فیلم جهان را از آن خود کرد و هنوز هم با احتساب تورم این عنوان را داراست.

درآمد فیلم‌ها، معمولاً در گیشه، از انتشار نسخهٔ خانگی فیلم‌ها و فروش حق پخش تلویزیونی به‌دست می‌آید. میزان فروش در گیشه، به دلیل دارا بودن سهم عمده، ارزیابی میزان موفقیت با این که در مقایسه با نسخه خانگی و درآمد از حق پخش تلویزیونی را دستی به آن آسان‌تر است، بیشتر مورد توجه قرار می‌گیرد.
به‌طور سنتی، فیلم‌های جنگی و درام‌های تاریخی، ژانرهای محبوب بوده‌اند، اما در قرن ۲۱ میلادی، ژانر ابرقهرمانی بین مخاطبان جایگاه دارد: برخی آثار بتمن و سوپرمن از شرکت دی‌سی و فیلم‌های مارول مانند مرد عنکبوتی و فیلم‌های دنیای سینمایی مارول نیز در جدول هستند.
انتقام‌جویان: پایان بازی موفق‌ترین فیلم ابرقهرمانی است. همچنین سری فیلم‌های انتقام جویان که بر پایه شخصیت‌های گروه انتقام جویان ساخته شده در ۱۰ فیلم پرفروش قرار دارند. علاوه بر این سری فیلم‌های مرد عنکبوتی و مردان ایکس از مارول کامیکس در گیشه موفق بوده‌اند. جنگ ستارگان نیز در نمودار فروش زیر با چهار فیلم نمایش داده می‌شود در حالی که فیلم‌های هری پاتر، پارک ژوراسیک و دزدان دریایی کاراییب به فروش موفقیت‌آمیزی دست یافتند. 
تنها فیلم‌هایی که در ۱۰ فیلم پرفروش قرار دارند و اقتباس، دنباله یا بازسازی نیستند، آواتار و تایتانیک هستند که هردوی آن‌ها را جیمز کامرون نوشته، تهیه و کارگردانی کرده‌است. فیلم‌های پویانمایی نیز معمولاً نمایش خوبی در گیشه داشته‌اند. در پویانمایی ها انیمیشن  درون و بیرون ۲    پرفروش‌ترین انیمیشن جهان هست. و انیمیشن های  شیر شاه ، منجمد ۲، منجمد و زوتوپیا از دیزنی و همچنین ، شگفت‌انگیزان ۲، داستان اسباب‌بازی ۴، داستان اسباب‌بازی ۳، در جستجوی دوری و مجموعه  ماشین‌ها از پیکسار ، فروش بسیار خوبی داشتند. مجموعه‌های شرک، عصر یخبندان، ماداگاسکار و من نفرت‌انگیز از دیگر پویانمایی‌های موفق بوده‌اند.
با وجود این که تورم، موفقیت برخی مجموعه فیلم‌ها در دهه‌های ۶۰ و ۷۰ میلادی را کم‌رنگ کرده‌است، هنوز مجموعه‌های از آن زمان وجود دارند که ادامه یافته‌اند و فیلم‌هایشان هنوز ساخته می‌شود. فیلم‌های مجموعه‌ای سوپرمن، جیمز باند و پیشتازان فضا به صورت دوره‌ای منتشر می‌شوند.
در این بین نقش تورم و گرانی کمرنگ نیست. به‌طور مثال بر باد رفته که ۳۴ سال پرفروش‌ترین فیلم تاریخ بود، هم‌اکنون در فهرست پرفروش‌ترین‌ها حتی بین ۵۰ فیلم اول هم قرار ندارد. اما با احتساب نرخ تورم، این فیلم همچنان پرفروش‌ترین فیلم تاریخ است.

## پرفروش‌ترین فیلم‌ها

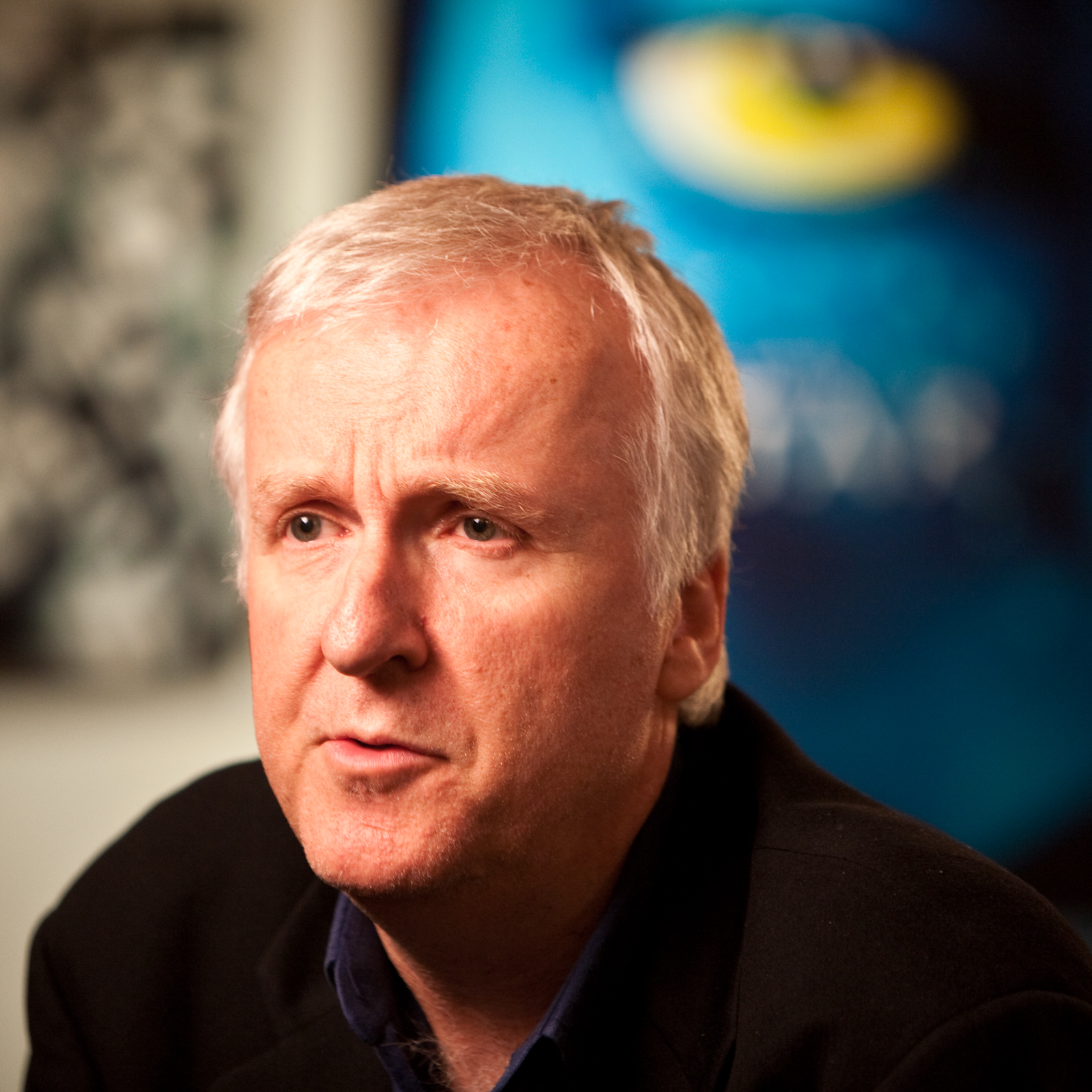
اولین، سومین و چهارمین فیلم‌های پرفروش جهان، هر سه به نویسندگی و کارگردانی جیمز کامرون است.

آواتار با فروش بیش از ۲٬۹ میلیارد دلار، پرفروش‌ترین فیلم تاریخ است. البته این مبلغ فقط شامل فروش فیلم در سالن‌های سینما است و فروش دی‌وی‌دی‌ها و بخش سینمای خانگی در آن محاسبه نشده است که همین بخش، گاهی بیشتر موفقیت مالی فیلم‌ها را شکل می‌دهد. اگر اطلاعات فروش دی‌وی‌دی‌ها و سینمای خانگی محاسبه شوند، دیگر واضح نیست کدام فیلم پرفروش‌ترین بوده است. تایتانیک ۲۵ میلیون نسخه VHS و ۵ میلیون نسخه دی‌وی‌دی و ۴۰۰ هزار نسخه بلو-ری در آمریکای شمالی فروخت و در نهایت ۱٬۲ میلیارد دلار فروش ویدئو، دی‌وی‌دی، بلو-ری و اجاره فیلم در سراسر جهان داشته و بیش از ۲٬۲ میلیارد دلار در سینماها جهان فروخته است. آواتار ۱۹ میلیون نسخه دی‌وی‌دی و بیش از ۷ میلیون نسخه بلو-ری در آمریکای شمالی فروخت و ۴۰۱ میلیون دلار کسب کرد. در همین حال ۳۰ میلیون نسخه از دی‌وی‌دی و دیسک بلو-ری آن در دیگر نقاط جهان به فروش رفت. با محاسبهٔ فروش سینمای خانگی و اجاره، هر دو فیلم جمعاً ۳ میلیارد دلار درآمد داشته‌اند. پخش تلویزیونی نیز به درآمد فیلم اضافه می‌شود. هر فیلم معمولاً با پخش شدن از چندین شبکه مختلف، حدود ۲۰ تا ۲۵ درصد فروش سینمایی‌اش نصیبش می‌شود. تایتانیک برای پخش شدن از شبکه‌های ان‌بی‌سی و اچ‌بی‌او حدود ۵۵ میلیون دلار به دست آورد، که تقریباً معادل ۹٪ فروشش در آمریکای شمالی است.
وقتی یک فیلم دارای خاصیت بهره‌برداری بسیار بالایی باشد، فروش سینمایی آن می‌تواند در مقابل درآمدهای فرعی آن کم به نظر برسد. شیرشاه حدود ۲ میلیارد دلار در گیشه و سینمای خانگی فروخت، اما اقتباس‌های نمایشی از آن در سرتاسر جهان ۸ میلیارد دلار فروش داشت. همچنین فروش کالاهای مرتبط با فیلم هم می‌تواند اثرگذار باشد: شیرشاه از این راه ۳ میلیارد دلار درآمد کسب کرد، و ماشین‌ها که در سال ۲۰۰۶ منتشر شد و فروش جهانی آن به ۴۶۲ میلیون دلار رسید که در مقایسه با دیگر فیلم‌های پیکسار فروش پایین‌تری داشته‌ ولی پنج سال بعد از انتشار فیلم ۸ میلیارد دلار فقط از راه فروش کالاهای مرتبط با آن به دست آورد. داستان اسباب‌بازی ۳ که فیلم دیگری از استودیوی پیکسار است، در کنار فروش ۱ میلیاردی‌اش در گیشه، حدود ۱۰ میلیارد دلار از راه فروش کالا به‌دست‌آورد.
در این نمودار، فیلم‌ها بر اساس درآمدهای حاصل از اکران، رتبه‌بندی می‌شوند. شش فیلم در مجموع بیش از ۲ میلیارد دلار در سرتاسر جهان فروش داشته‌اند که آواتار در رتبه اول قرار دارد. همه فیلم‌ها در قرن بیست و یکم اکران سینمایی (از جمله اکران مجدد) داشته‌اند.

| رتبه | بالاترین جایگاه | عنوان                                        | فروش جهانی      | سال  | منا.              |
| ---- | --------------- | -------------------------------------------- | --------------- | ---- | ----------------- |
| ۱    | ۱               | آواتار                                       | $۲٬۹۲۳٬۷۰۶٬۰۲۶  | ۲۰۰۹ | [ # ۱ ] [ # ۲ ]   |
| ۲    | ۱               | انتقام‌جویان: پایان بازی                      | $۲٬۷۹۷٬۵۰۱٬۳۲۸  | ۲۰۱۹ | [ # ۳ ] [ # ۴ ]   |
| ۳    | ۳               | آواتار: راه آب                               | $۲٬۳۲۰٬۲۵۰٬۲۸۱  | ۲۰۲۲ | [ # ۵ ] [ # ۶ ]   |
| ۴    | ۱               | تایتانیک                                     | $۲٬۲۵۷٬۸۴۴٬۵۵۴  | ۱۹۹۷ | [ # ۷ ] [ # ۸ ]   |
| ۵    | ۵               | نژا ۲                                        | $۲٬۲۱۲٬۳۰۰٬۰۰۰  | ۲۰۲۵ | [ # ۹ ] [ # ۱۰ ]  |
| ۶    | ۳               | جنگ ستارگان: نیرو برمی‌خیزد                   | $۲٬۰۶۸٬۲۲۳٬۶۲۴  | ۲۰۱۵ | [ # ۱۱ ] [ # ۱۲ ] |
| ۷    | ۴               | انتقام‌جویان: جنگ ابدیت                       | $۲٬۰۴۸٬۳۵۹٬۷۵۴  | ۲۰۱۸ | [ # ۱۳ ] [ # ۱۴ ] |
| ۸    | ۶               | مرد عنکبوتی: راهی به خانه نیست               | $۱٬۹۲۲٬۵۹۸٬۸۰۰  | ۲۰۲۱ | [ # ۱۵ ] [ # ۱۶ ] |
| ۹    | ۸               | درون و بیرون ۲                               | $۱٬۶۹۸٬۸۶۳٬۸۱۶  | ۲۰۲۴ | [ # ۱۷ ] [ # ۱۸ ] |
| ۱۰   | ۳               | دنیای ژوراسیک                                | $۱٬۶۷۱٬۵۳۷٬۴۴۴  | ۲۰۱۵ | [ # ۱۹ ] [ # ۲۰ ] |
| ۱۱   | ۷               | شیرشاه                                       | $۱٬۶۵۶٬۹۴۳٬۳۹۴  | ۲۰۱۹ | [ # ۲۱ ] [ # ۴ ]  |
| ۱۲   | ۳               | انتقام‌جویان                                  | $۱٬۵۱۸٬۸۱۵٬۵۱۵  | ۲۰۱۲ | [ # ۲۲ ] [ # ۲۳ ] |
| ۱۳   | ۴               | خشمگین ۷                                     | $۱٬۵۱۵٬۳۴۱٬۳۹۹  | ۲۰۱۵ | [ # ۲۴ ] [ # ۲۵ ] |
| ۱۴   | ۱۱              | تاپ گان: ماوریک                              | $۱٬۴۹۵٬۶۹۶٬۲۹۲  | ۲۰۲۲ | [ # ۲۶ ] [ # ۲۷ ] |
| ۱۵   | ۱۰              | یخ‌زده ۲                                      | $۱٬۴۵۰٬۰۲۶٬۹۳۳  | ۲۰۱۹ | [ # ۲۸ ] [ # ۲۹ ] |
| ۱۶   | ۱۴              | باربی                                        | $۱٬۴۴۷٬۰۳۸٬۴۲۱  | ۲۰۲۳ | [ # ۳۰ ] [ # ۳۱ ] |
| ۱۷   | ۵               | انتقام‌جویان: عصر اولتران                     | $۱٬۴۰۲٬۸۰۹٬۵۴۰  | ۲۰۱۵ | [ # ۳۲ ] [ # ۲۵ ] |
| ۱۸   | ۱۵              | فیلم برادران سوپر ماریو                      | $۱٬۳۶۰٬۸۴۷٬۶۶۵  | ۲۰۲۳ | [ # ۳۳ ] [ # ۳۴ ] |
| ۱۹   | ۹               | پلنگ سیاه                                    | $۱٬۳۴۷٬۲۸۰٬۸۳۸  | ۲۰۱۸ | [ # ۳۵ ] [ # ۳۶ ] |
| ۲۰   | ۳               | هری پاتر و یادگاران مرگ – قسمت دوم           | $۱٬۳۴۲٬۱۳۹٬۷۲۷  | ۲۰۱۱ | [ # ۳۷ ] [ # ۳۸ ] |
| ۲۱   | ۲۰              | ددپول و ولورین                               | $۱٬۳۳۸٬۰۷۳٬۶۴۵  | ۲۰۲۴ | [ # ۳۹ ] [ # ۴۰ ] |
| ۲۲   | ۹               | جنگ ستارگان: آخرین جدای                      | $۱٬۳۳۲٬۵۳۹٬۸۸۹  | ۲۰۱۷ | [ # ۴۱ ] [ # ۴۲ ] |
| ۲۳   | ۱۲              | دنیای ژوراسیک: سقوط پادشاهی                  | $۱٬۳۰۸٬۴۷۳٬۴۲۵  | ۲۰۱۸ | [ # ۴۳ ] [ # ۱۴ ] |
| ۲۴   | ۵               | یخ‌زده                                        | F$۱٬۲۹۰٬۰۰۰٬۰۰۰ | ۲۰۱۳ | [ # ۴۴ ] [ # ۴۵ ] |
| ۲۵   | ۱۰              | دیو و دلبر                                   | $۱٬۲۶۳٬۵۲۱٬۱۲۶  | ۲۰۱۷ | [ # ۴۶ ] [ # ۴۷ ] |
| ۲۶   | ۱۵              | شگفت‌انگیزان ۲                                | $۱٬۲۴۲٬۸۰۵٬۳۵۹  | ۲۰۱۸ | [ # ۴۸ ] [ # ۱۴ ] |
| ۲۷   | ۱۱              | سرنوشت خشمگین                                | $۱٬۲۳۸٬۷۶۴٬۷۶۵  | ۲۰۱۷ | [ # ۴۹ ] [ # ۴۷ ] |
| ۲۸   | ۵               | مرد آهنی ۳                                   | $۱٬۲۱۴٬۸۱۱٬۲۵۲  | ۲۰۱۳ | [ # ۵۰ ] [ # ۵۱ ] |
| ۲۹   | ۱۰              | مینیون‌ها                                     | $۱٬۱۵۹٬۴۴۴٬۶۶۲  | ۲۰۱۵ | [ # ۵۲ ] [ # ۲۰ ] |
| ۳۰   | ۱۲              | کاپیتان آمریکا: جنگ داخلی                    | $۱٬۱۵۳٬۳۳۷٬۴۹۶  | ۲۰۱۶ | [ # ۵۳ ] [ # ۵۴ ] |
| ۳۱   | ۲۰              | آکوامن                                       | $۱٬۱۴۸٬۵۲۸٬۳۹۳  | ۲۰۱۸ | [ # ۵۵ ] [ # ۱۴ ] |
| ۳۲   | ۲               | ارباب حلقه‌ها: بازگشت پادشاه                  | $۱٬۱۴۷٬۹۹۷٬۴۰۷  | ۲۰۰۳ | [ # ۵۶ ] [ # ۵۷ ] |
| ۳۳   | ۲۴              | مرد عنکبوتی: دور از خانه                     | $۱٬۱۳۲٬۶۷۹٬۶۸۵  | ۲۰۱۹ | [ # ۵۸ ] [ # ۴ ]  |
| ۳۴   | ۲۳              | کاپیتان مارول                                | $۱٬۱۲۸٬۲۷۴٬۷۹۴  | ۲۰۱۹ | [ # ۵۹ ] [ # ۶۰ ] |
| ۳۵   | ۵               | تبدیل‌شوندگان: نیمه تاریک ماه                 | $۱٬۱۲۳٬۷۹۴٬۰۷۹  | ۲۰۱۱ | [ # ۶۱ ] [ # ۳۸ ] |
| ۳۶   | ۷               | اسکای‌فال                                     | $۱٬۱۰۸٬۵۹۴٬۱۳۷  | ۲۰۱۲ | [ # ۶۲ ] [ # ۶۳ ] |
| ۳۷   | ۱۰              | تبدیل‌شوندگان: عصر انقراض                     | $۱٬۱۰۴٬۰۵۴٬۰۷۲  | ۲۰۱۴ | [ # ۶۴ ] [ # ۶۵ ] |
| ۳۸   | ۷               | شوالیه تاریکی برمی‌خیزد                       | $۱٬۰۸۱٬۱۶۹٬۸۲۵  | ۲۰۱۲ | [ # ۶۶ ] [ # ۶۷ ] |
| ۳۹   | ۳۱              | جوکر                                         | $۱٬۰۷۴٬۴۵۸٬۲۸۲  | ۲۰۱۹ | [ # ۶۸ ] [ # ۲۹ ] |
| ۴۰   | ۳۲              | جنگ ستارگان: خیزش اسکای‌واکر                  | $۱٬۰۷۴٬۱۴۴٬۲۴۸  | ۲۰۱۹ | [ # ۶۹ ] [ # ۲۹ ] |
| ۴۱   | ۳۰              | داستان اسباب‌بازی ۴                           | $۱٬۰۷۳٬۳۹۴٬۵۹۳  | ۲۰۱۹ | [ # ۷۰ ] [ # ۴ ]  |
| ۴۲   | ۴               | داستان اسباب‌بازی ۳                           | $۱٬۰۶۶٬۹۷۰٬۸۱۱  | ۲۰۱۰ | [ # ۷۱ ] [ # ۷۲ ] |
| ۴۳   | ۳               | دزدان دریایی کارائیب: صندوقچه مرد مرده       | $۱٬۰۶۶٬۱۷۹٬۷۴۷  | ۲۰۰۶ | [ # ۷۳ ] [ # ۷۴ ] |
| ۴۴   | ۴۴              | موانا ۲                                      | $۱٬۰۵۹٬۲۴۲٬۱۶۴  | ۲۰۲۴ | [ # ۷۵ ] [ # ۷۶ ] |
| ۴۵   | ۲۰              | روگ وان                                      | $۱٬۰۵۷٬۴۲۰٬۳۸۷  | ۲۰۱۶ | [ # ۷۷ ] [ # ۷۸ ] |
| ۴۶   | ۳۴              | علاءالدین                                    | $۱٬۰۵۰٬۶۹۳٬۹۵۳  | ۲۰۱۹ | [ # ۷۹ ] [ # ۴ ]  |
| ۴۷   | ۲               | جنگ ستارگان: قسمت اول – تهدید شبح            | $۱٬۰۴۶٬۵۱۵٬۴۰۹  | ۱۹۹۹ | [ # ۸۰ ] [ # ۸ ]  |
| ۴۸   | ۶               | دزدان دریایی کارائیب: سوار بر امواج ناشناخته | $۱٬۰۴۵٬۷۱۳٬۸۰۲  | ۲۰۱۱ | [ # ۸۱ ] [ # ۷۲ ] |
| ۴۹   | ۱               | پارک ژوراسیک                                 | $۱٬۰۳۷٬۵۳۵٬۲۳۰  | ۱۹۹۳ | [ # ۸۲ ] [ # ۸۳ ] |
| ۵۰   | ۲۴              | من نفرت‌انگیز ۳                               | $۱٬۰۳۴٬۸۰۰٬۱۳۱  | ۲۰۱۷ | [ # ۸۴ ] [ # ۴۷ ] |

## با احتساب تورم
| رتبه | عنوان                      | فروش جهانی (دلار ۲۰۲۳) | سال  | منابع    |
| ---- | -------------------------- | ---------------------- | ---- | -------- |
| ۱    | بربادرفته                  | $۱۵٬۵۷۰٬۰۶۹٬۶۱۱        | ۱۹۳۹ | [ # ۸۵ ] |
| ۲    | تایتانیک                   | $۴٬۴۱۱٬۱۶۲٬۶۶۲         | ۱۹۹۷ | [ # ۸۶ ] |
| ۳    | آواتار                     | $۳٬۵۴۴٬۹۸۰٬۲۹۵         | ۲۰۰۹ | [ # ۸۷ ] |
| ۴    | جنگ ستارگان                | $۳٬۱۸۸٬۵۲۰٬۰۵۶         | ۱۹۷۷ | [ # ۸۸ ] |
| ۵    | انتقام جویان: پایان بازی   | $۲٬۷۹۷٬۷۸۲٬۷۷۲         | ۲۰۱۹ | [ # ۸۹ ] |
| ۶    | اشک‌ها و لبخندها            | $۲٬۵۹۸٬۵۹۸٬۱۸۶         | ۱۹۶۵ | [ # ۹۰ ] |
| ۷    | ای. تی. موجود فرازمینی     | $۲٬۴۸۶٬۲۰۳٬۹۰۵         | ۱۹۸۲ | [ # ۹۱ ] |
| ۸    | ده فرمان                   | $۲٬۳۶۱٬۰۰۰٬۰۰۰         | ۱۹۵۶ | [ # ۹۲ ] |
| ۹    | دکتر ژیواگو                | $۲٬۲۳۸٬۰۰۰٬۰۰۰         | ۱۹۶۵ | [ # ۹۳ ] |
| ۱۰   | جنگ ستارگان: نیرو برمی‌خیزد | $۲٬۲۴۵٬۸۵۱٬۳۶۹         | ۲۰۱۵ | [ # ۹۴ ] |

## پرفروش‌ترین‌ها بر پایه سال
| سال  | عنوان                                     | فروش جهانی                                          | بودجه                    | منابع                                             |
| ---- | ----------------------------------------- | --------------------------------------------------- | ------------------------ | ------------------------------------------------- |
| ۱۹۱۵ | تولد یک ملت                               | $۵۰٬۰۰۰٬۰۰۰–۱۰۰٬۰۰۰٬۰۰۰ $۲۰٬۰۰۰٬۰۰۰+ ($۵٬۲۰۰٬۰۰۰)   | $۱۱۰٬۰۰۰                 | [ # ۹۵ ]                                          |
| ۱۹۱۶ | تعصب                                      | $۱٬۰۰۰٬۰۰۰                                          | $۴۸۹٬۶۵۳                 | [ # ۹۶ ]                                          |
| ۱۹۱۷ | کلئوپاترا                                 | $۵۰۰٬۰۰۰                                            | $۳۰۰٬۰۰۰                 | [ # ۹۶ ]                                          |
| ۱۹۱۸ | میکی                                      | $۸٬۰۰۰٬۰۰۰                                          | $۲۵۰٬۰۰۰                 | [ # ۹۷ ]                                          |
| ۱۹۱۹ | مرد شگفت‌انگیز                             | $۳٬۰۰۰٬۰۰۰                                          | $۱۲۰٬۰۰۰                 | [ # ۹۸ ]                                          |
| ۱۹۲۰ | در دوردست شرق                             | $۵٬۰۰۰٬۰۰۰ ($۴٬۰۰۰٬۰۰۰)                             | $۸۰۰٬۰۰۰                 | [ # ۹۹ ]                                          |
| ۱۹۲۱ | چهار سوار سرنوشت                          | $۵٬۰۰۰٬۰۰۰ ($۴٬۰۰۰٬۰۰۰)                             | $۶۰۰٬۰۰۰–۸۰۰٬۰۰۰         | [ # ۱۰۰ ]                                         |
| ۱۹۲۲ | رابین هود                                 | $۲٬۵۰۰٬۰۰۰                                          | $۹۳۰٬۰۴۳                 | [ # ۱۰۱ ] [ # ۱۰۲ ]                               |
| ۱۹۲۳ | واگن سرپوشیده                             | $۵٬۰۰۰٬۰۰۰                                          | $۸۰۰٬۰۰۰                 | [ # ۱۰۳ ] [ # ۱۰۴ ]                               |
| ۱۹۲۴ | شاهین دریا                                | $۳٬۰۰۰٬۰۰۰                                          | $۷۰۰٬۰۰۰                 | [ # ۱۰۳ ]                                         |
| ۱۹۲۵ | جشن بزرگ                                  | $۱۸٬۰۰۰٬۰۰۰–۲۲٬۰۰۰٬۰۰۰ ($۶٬۱۳۱٬۰۰۰)                 | $۳۸۲٬۰۰۰                 | [ # ۱۰۵ ] [ # ۱۰۶ ] [ # ۱۰۷ ]                     |
| ۱۹۲۵ | بن هور                                    | $۱۰٬۷۳۸٬۰۰۰ ($۹٬۳۸۶٬۰۰۰)                            | $۳٬۹۶۷٬۰۰۰               | [ # ۱۰۸ ] [ # ۱۰۹ ]                               |
| ۱۹۲۶ | محض رضای خدا                              | $۲٬۶۰۰٬۰۰۰                                          | $۱۵۰٬۰۰۰                 | [ # ۹۹ ] [ # ۱۱۰ ]                                |
| ۱۹۲۷ | بال‌ها                                     | $۳٬۶۰۰٬۰۰۰                                          | $۲٬۰۰۰٬۰۰۰               | [ # ۹۹ ] [ # ۱۱۱ ] [ # ۱۱۲ ]                      |
| ۱۹۲۸ | احمق آوازخوان                             | $۵٬۹۰۰٬۰۰۰                                          | $۳۸۸٬۰۰۰                 | [ # ۱۱۲ ] [ # ۱۱۳ ]                               |
| ۱۹۲۹ | نوای برادوی                               | $۴٬۴۰۰٬۰۰۰–۴٬۸۰۰٬۰۰۰                                | $۳۷۹٬۰۰۰                 | [ # ۱۱۴ ] [ # ۱۱۵ ]                               |
| ۱۹۲۹ | به سمت آفتاب                              | $۳٬۵۰۰٬۰۰۰                                          | $۶۰۰٬۰۰۰                 | [ # ۱۱۶ ] [ # ۱۱۷ ]                               |
| ۱۹۳۰ | در جبهه غرب خبری نیست                     | $۳٬۰۰۰٬۰۰۰                                          | $۱٬۲۵۰٬۰۰۰               | [ # ۹۹ ] [ # ۱۱۸ ] [ # ۱۱۹ ] [ # ۱۲۰ ]            |
| ۱۹۳۱ | فرانکنشتاین                               | $۱۲٬۰۰۰٬۰۰۰ ($۱٬۴۰۰٬۰۰۰)                            | $۲۵۰٬۰۰۰                 | [ # ۱۲۱ ] [ # ۱۲۲ ]                               |
| ۱۹۳۱ | روشنایی‌های شهر                            | $۵٬۰۰۰٬۰۰۰                                          | $۱٬۶۰۷٬۳۵۱               | [ # ۱۲۳ ]                                         |
| ۱۹۳۲ | نشان صلیب                                 | $۲٬۷۳۸٬۹۹۳                                          | $۶۹۴٬۰۶۵                 | [ # ۱۰۴ ] [ # ۱۲۴ ] [ # ۱۲۵ ] [ # ۱۲۶ ]           |
| ۱۹۳۳ | کینگ کونگ                                 | $۵٬۳۴۷٬۰۰۰ ($۱٬۸۵۶٬۰۰۰)                             | $۶۷۲٬۲۵۶                 | [ # ۱۲۷ ]                                         |
| ۱۹۳۳ | من فرشته نیستم                            | $۳٬۲۵۰٬۰۰۰                                          | $۲۰۰٬۰۰۰                 | [ # ۱۲۸ ] [ # ۱۲۹ ]                               |
| ۱۹۳۳ | سواران                                    | $۳٬۰۰۰٬۰۰۰–۴٬۰۰۰٬۰۰۰                                | $۱٬۱۱۶٬۰۰۰               | [ # ۱۳۰ ] [ # ۱۱۹ ]                               |
| ۱۹۳۳ | آن زن به او بد کرد                        | $۳٬۰۰۰٬۰۰۰                                          | $۲۷۴٬۰۷۶                 | [ # ۱۳۱ ] [ # ۱۳۲ ] [ # ۱۳۳ ]                     |
| ۱۹۳۴ | بیوه پرنشاط                               | $۲٬۶۰۸٬۰۰۰                                          | $۱٬۶۰۵٬۰۰۰               | [ # ۱۳۴ ] [ # ۱۲۵ ]                               |
| ۱۹۳۴ | در یک شب اتفاق افتاد                      | $۲٬۵۰۰٬۰۰۰                                          | $۳۲۵٬۰۰۰                 | [ # ۱۳۵ ] [ # ۱۳۶ ]                               |
| ۱۹۳۵ | شورش در بونتی                             | $۴٬۴۶۰٬۰۰۰                                          | $۱٬۹۰۵٬۰۰۰               | [ # ۱۲۵ ]                                         |
| ۱۹۳۶ | سان‌فرانسیسکو                              | $۶٬۰۴۴٬۰۰۰+ ($۵٬۲۷۳٬۰۰۰)                            | $۱٬۳۰۰٬۰۰۰               | [ # ۱۳۴ ] [ # ۱۲۵ ]                               |
| ۱۹۳۷ | سفیدبرفی و هفت کوتوله                     | $۴۱۸٬۰۰۰٬۰۰۰+ ($۸٬۵۰۰٬۰۰۰)                          | $۱٬۴۸۸٬۴۲۳               | [ # ۱۳۷ ] [ # ۱۳۸ ]                               |
| ۱۹۳۸ | نمی‌توانی این را با خودت ببری              | $۵٬۰۰۰٬۰۰۰                                          | $۱٬۲۰۰٬۰۰۰               | [ # ۱۳۹ ] [ # ۱۴۰ ]                               |
| ۱۹۳۹ | بربادرفته                                 | $۳۹۰٬۵۲۵٬۱۹۲–۴۰۲٬۳۵۲٬۵۷۹ ($۳۲٬۰۰۰٬۰۰۰)              | $۳٬۹۰۰٬۰۰۰–۴٬۲۵۰٬۰۰۰     | [ # ۱۴۱ ] [ # ۱۴۲ ] [ # ۱۴۳ ] [ # ۱۴۴ ] [ # ۱۴۵ ] |
| ۱۹۴۰ | پینوکیو                                   | $۸۷٬۰۰۰٬۸۶۲ ($۳٬۵۰۰٬۰۰۰)                            | $۲٬۶۰۰٬۰۰۰               | [ # ۱۴۶ ] [ # ۱۳۸ ] [ # ۱۴۷ ]                     |
| ۱۹۴۰ | شهر بوم                                   | $۴٬۶۰۰٬۰۰۰                                          | $۲٬۱۰۰٬۰۰۰               | [ # ۱۴۸ ] [ # ۱۴۹ ]                               |
| ۱۹۴۱ | گروهبان یورک                              | $۷٬۸۰۰٬۰۰۰                                          | $۱٬۶۰۰٬۰۰۰               | [ # ۱۵۰ ] [ # ۱۵۱ ]                               |
| ۱۹۴۲ | بامبی                                     | $۲۶۷٬۹۹۷٬۸۴۳ ($۳٬۴۴۹٬۳۵۳)                           | $۱٬۷۰۰٬۰۰۰–۲٬۰۰۰٬۰۰۰     | [ # ۱۵۲ ] [ # ۱۵۳ ] [ # ۱۵۴ ]                     |
| ۱۹۴۲ | خانم مینی‌ور                               | $۸٬۸۷۸٬۰۰۰                                          | $۱٬۳۴۴٬۰۰۰               | [ # ۱۵۵ ] [ # ۱۵۶ ]                               |
| ۱۹۴۳ | زنگ‌ها برای که به صدا در می‌آیند            | $۱۱٬۰۰۰٬۰۰۰                                         | $۲٬۶۸۱٬۲۹۸               | [ # ۱۵۷ ] [ # ۱۵۸ ] [ # ۱۵۹ ]                     |
| ۱۹۴۳ | این ارتش است                              | $۹٬۵۵۵٬۵۸۶٫۴۴                                       | $۱٬۴۰۰٬۰۰۰               | [ # ۱۶۰ ] [ # ۱۶۱ ] [ # ۱۵۹ ]                     |
| ۱۹۴۴ | به راه خود می‌روم                          | $۶٬۵۰۰٬۰۰۰                                          | $۱٬۰۰۰٬۰۰۰               | [ # ۱۶۲ ] [ # ۱۶۳ ] [ # ۱۶۴ ]                     |
| ۱۹۴۵ | مامان و بابا                              | $۸۰٬۰۰۰٬۰۰۰/$۲۲٬۰۰۰٬۰۰۰                             | $۶۵٬۰۰۰                  | [ # ۱۶۵ ]                                         |
| ۱۹۴۵ | زنگ‌های کلیسای مریم مقدس                   | $۱۱٬۲۰۰٬۰۰۰                                         | $۱٬۶۰۰٬۰۰۰               | [ # ۱۶۶ ]                                         |
| ۱۹۴۶ | ترانه جنوب                                | $۶۵٬۰۰۰٬۰۰۰ ($۳٬۳۰۰٬۰۰۰)                            | $۲٬۱۲۵٬۰۰۰               | [ # ۱۶۷ ] [ # ۱۶۸ ] [ # ۱۶۹ ]                     |
| ۱۹۴۶ | بهترین سال‌های زندگی ما                    | $۱۴٬۷۵۰٬۰۰۰                                         | $۲٬۱۰۰٬۰۰۰               | [ # ۱۷۰ ] [ # ۱۷۱ ]                               |
| ۱۹۴۶ | جدال در آفتاب                             | $۱۰٬۰۰۰٬۰۰۰                                         | $۵٬۲۵۵٬۰۰۰               | [ # ۱۶۲ ] [ # ۱۷۲ ]                               |
| ۱۹۴۷ | امبر برای همیشه                           | $۸٬۰۰۰٬۰۰۰                                          | $۶٬۳۷۵٬۰۰۰               | [ # ۱۱۶ ] [ # ۱۷۲ ]                               |
| ۱۹۴۷ | فتح‌نشده                                   | $۷٬۵۰۰٬۰۰۰                                          | $۴٬۲۰۰٬۰۰۰               | [ # ۱۷۳ ] [ # ۱۷۴ ]                               |
| ۱۹۴۸ | رژه عید پاک                               | $۵٬۹۱۸٬۱۳۴                                          | $۲٬۵۰۰٬۰۰۰               | [ # ۱۶۴ ] [ # ۱۷۵ ]                               |
| ۱۹۴۸ | کفش‌های قرمز                               | $۵٬۰۰۰٬۰۰۰                                          | £۵۰۵٬۵۸۱ (~$۲٬۰۰۰٬۰۰۰)   | [ # ۱۶۲ ] [ # ۱۷۶ ] [ # ۱۷۷ ]                     |
| ۱۹۴۸ | گودال مار                                 | $۴٬۱۰۰٬۰۰۰                                          | $۳٬۸۰۰٬۰۰۰               | [ # ۱۷۸ ] [ # ۱۷۹ ]                               |
| ۱۹۴۹ | سامسون و دلیله                            | $۱۴٬۲۰۹٬۲۵۰                                         | $۳٬۰۹۷٬۵۶۳               | [ # ۱۸۰ ] [ # ۱۰۴ ]                               |
| ۱۹۵۰ | سیندرلا                                   | $۲۶۳٬۵۹۱٬۴۱۵ ($۲۰٬۰۰۰٬۰۰۰/$۷٬۸۰۰٬۰۰۰)               | $۲٬۲۰۰٬۰۰۰               | [ # ۱۸۱ ] [ # ۱۸۲ ] [ # ۱۸۳ ]                     |
| ۱۹۵۰ | معادن شاه سلیمان                          | $۱۰٬۰۵۰٬۰۰۰                                         | $۲٬۲۵۸٬۰۰۰               | [ # ۱۸۴ ]                                         |
| ۱۹۵۱ | کجا می‌روی                                 | $۲۱٬۰۳۷٬۰۰۰–۲۶٬۷۰۰٬۰۰۰                              | $۷٬۶۲۳٬۰۰۰               | [ # ۱۸۰ ] [ # ۱۸۵ ] [ # ۱۸۶ ]                     |
| ۱۹۵۲ | این سینه‌راما است                          | $۵۰٬۰۰۰٬۰۰۰                                         | $۱٬۰۰۰٬۰۰۰               | [ # ۱۸۷ ] [ # ۱۸۸ ]                               |
| ۱۹۵۲ | بزرگترین نمایش روی زمین                   | $۱۸٬۳۵۰٬۰۰۰                                         | $۳٬۸۷۳٬۹۴۶               | [ # ۱۸۹ ] [ # ۱۹۰ ] [ # ۱۰۴ ]                     |
| ۱۹۵۳ | پیتر پن                                   | $۱۴۵٬۰۰۰٬۰۰۰ ($۷٬۰۰۰٬۰۰۰)                           | $۳٬۰۰۰٬۰۰۰–۴٬۰۰۰٬۰۰۰     | [ # ۱۹۱ ] [ # ۱۹۲ ]                               |
| ۱۹۵۳ | ردا                                       | $۲۵٬۰۰۰٬۰۰۰–۲۶٬۱۰۰٬۰۰۰                              | $۴٬۱۰۰٬۰۰۰               | [ # ۱۹۳ ] [ # ۱۹۴ ] [ # ۱۸۶ ]                     |
| ۱۹۵۴ | پنجره عقبی                                | $۲۴٬۵۰۰٬۰۰۰ ($۵٬۳۰۰٬۰۰۰)                            | $۱٬۰۰۰٬۰۰۰               | [ # ۱۹۵ ] [ # ۱۸۵ ]                               |
| ۱۹۵۴ | کریسمس سفید                               | $۲۶٬۰۰۰٬۰۵۰ ($۱۲٬۰۰۰٬۰۰۰)                           | $۳٬۸۰۰٬۰۰۰               | [ # ۱۹۶ ] [ # ۱۹۷ ] [ # ۱۹۸ ]                     |
| ۱۹۵۴ | ۲۰٬۰۰۰ فرسنگ زیر دریا                     | $۲۵٬۰۰۰٬۱۳۴ ($۶٬۸۰۰٬۰۰۰–۸٬۰۰۰٬۰۰۰)                  | $۴٬۵۰۰٬۰۰۰–۹٬۰۰۰٬۰۰۰     | [ # ۱۹۹ ] [ # ۲۰۰ ] [ # ۱۶۲ ] [ # ۲۰۱ ]           |
| ۱۹۵۵ | بانو و ولگرد                              | $۱۸۷٬۰۰۰٬۰۰۰ ($۶٬۵۰۰٬۰۰۰)                           | $۴٬۰۰۰٬۰۰۰               | [ # ۲۰۲ ] [ # ۱۶۲ ] [ # ۲۰۳ ]                     |
| ۱۹۵۵ | تعطیلات سینراما                           | $۲۱٬۰۰۰٬۰۰۰                                         | $۲٬۰۰۰٬۰۰۰               | [ # ۲۰۴ ] [ # ۲۰۵ ]                               |
| ۱۹۵۵ | آقای رابرتس                               | $۹٬۹۰۰٬۰۰۰                                          | $۲٬۴۰۰٬۰۰۰               | [ # ۲۰۶ ]                                         |
| ۱۹۵۶ | ده فرمان                                  | $۹۰٬۰۶۶٬۲۳۰ ($۱۲۲٬۷۰۰٬۰۰۰/$۵۵٬۲۰۰٬۰۰۰)              | $۱۳٬۲۷۰٬۰۰۰              | [ # ۱۰۴ ] [ # ۲۰۷ ] [ # ۲۰۸ ]                     |
| ۱۹۵۷ | پل رودخانه کوای                           | $۳۰٬۶۰۰٬۰۰۰                                         | $۲٬۸۴۰٬۰۰۰               | [ # ۲۰۸ ]                                         |
| ۱۹۵۸ | آرام جنوبی                                | $۳۰٬۰۰۰٬۰۰۰                                         | $۵٬۶۱۰٬۰۰۰               | [ # ۲۰۹ ]                                         |
| ۱۹۵۹ | بن هور                                    | $۹۰٬۰۰۰٬۰۰۰ ($۱۴۶٬۹۰۰٬۰۰۰/$۶۶٬۱۰۰٬۰۰۰)              | $۱۵٬۹۰۰٬۰۰۰              | [ # ۲۱۰ ] [ # ۲۱۱ ]                               |
| ۱۹۶۰ | خانواده سوئیسی رابینسون                   | $۳۰٬۰۰۰٬۰۰۰                                         | $۴٬۰۰۰٬۰۰۰               | [ # ۲۱۲ ]                                         |
| ۱۹۶۰ | اسپارتاکوس                                | $۶۰٬۰۰۰٬۰۰۰ ($۲۲٬۱۰۵٬۲۲۵)                           | $۱۰٬۲۸۴٬۰۱۴              | [ # ۲۱۳ ] [ # ۲۱۴ ]                               |
| ۱۹۶۰ | روانی                                     | $۵۰٬۰۰۰٬۰۰۰+ ($۱۴٬۰۰۰٬۰۰۰)                          | $۸۰۰٬۰۰۰                 | [ # ۲۱۵ ]                                         |
| ۱۹۶۱ | صد و یک سگ خالدار                         | $۳۰۳٬۰۰۰٬۰۰۰                                        | $۳٬۶۰۰٬۰۰۰–۴٬۰۰۰٬۰۰۰     | [ # ۲۰۲ ] [ # ۲۱۶ ] [ # ۱۵۴ ]                     |
| ۱۹۶۱ | داستان وست ساید                           | $۱۰۵٬۰۰۰٬۰۰۰ ($۳۱٬۸۰۰٬۰۰۰)                          | $۷٬۰۰۰٬۰۰۰               | [ # ۲۱۷ ] [ # ۲۱۸ ]                               |
| ۱۹۶۲ | لورنس عربستان                             | $۷۷٬۳۲۴٬۸۵۲ ($۶۹٬۹۹۵٬۳۸۵)                           | $۱۳٬۸۰۰٬۰۰۰              | [ # ۲۱۹ ] [ # ۲۲۰ ]                               |
| ۱۹۶۲ | چگونه غرب تسخیر شد                        | $۳۵٬۰۰۰٬۰۰۰                                         | $۱۴٬۴۸۳٬۰۰۰              | [ # ۲۲۱ ]                                         |
| ۱۹۶۲ | طولانی‌ترین روز                            | $۳۳٬۲۰۰٬۰۰۰                                         | $۸٬۶۰۰٬۰۰۰               | [ # ۲۱۸ ] [ # ۲۲۰ ]                               |
| ۱۹۶۳ | کلئوپاترا                                 | $۴۰٬۳۰۰٬۰۰۰                                         | $۳۱٬۱۱۵٬۰۰۰              | [ # ۲۱۸ ] [ # ۲۲۰ ]                               |
| ۱۹۶۳ | از روسیه با عشق                           | $۷۸٬۹۰۰٬۰۰۰/$۲۹٬۴۰۰٬۰۰۰ ($۱۲٬۵۰۰٬۰۰۰)               | $۲٬۰۰۰٬۰۰۰               | [ # ۲۲۲ ] [ # ۲۲۳ ] [ # ۲۲۴ ]                     |
| ۱۹۶۴ | بانوی زیبای من                            | $۵۵٬۰۰۰٬۰۰۰                                         | $۱۷٬۰۰۰٬۰۰۰              | [ # ۲۲۵ ]                                         |
| ۱۹۶۴ | گلدفینگر                                  | $۱۲۴٬۹۰۰٬۰۰۰ ($۴۶٬۰۰۰٬۰۰۰)                          | $۳٬۰۰۰٬۰۰۰               | [ # ۲۲۲ ] [ # ۲۲۴ ]                               |
| ۱۹۶۴ | مری پاپینز                                | $۴۴٬۰۰۰٬۰۰۰–$۵۰٬۰۰۰٬۰۰۰                             | $۵٬۲۰۰٬۰۰۰               | [ # ۲۲۶ ] [ # ۲۲۵ ]                               |
| ۱۹۶۵ | اشک‌ها و لبخندها                           | $۲۸۶٬۲۱۴٬۰۷۶ ($۱۱۴٬۶۰۰٬۰۰۰)                         | $۸٬۰۰۰٬۰۰۰               | [ # ۲۲۷ ] [ # ۲۱۸ ]                               |
| ۱۹۶۶ | کتاب مقدس                                 | $۲۵٬۳۲۵٬۰۰۰                                         | $۱۸٬۰۰۰٬۰۰۰              | [ # ۲۱۴ ] [ # ۲۲۸ ]                               |
| ۱۹۶۶ | هاوایی                                    | $۳۴٬۵۶۲٬۲۲۲ ($۱۵٬۶۰۰٬۰۰۰)                           | $۱۵٬۰۰۰٬۰۰۰              | [ # ۲۲۹ ] [ # ۱۶۲ ]                               |
| ۱۹۶۶ | چه کسی از ویرجینیا وولف می‌ترسد؟           | $۳۳٬۷۳۶٬۶۸۹ ($۱۴٬۵۰۰٬۰۰۰)                           | $۷٬۶۱۳٬۰۰۰               | [ # ۲۳۰ ] [ # ۱۶۲ ] [ # ۲۳۱ ]                     |
| ۱۹۶۷ | کتاب جنگل                                 | $۳۷۸٬۰۰۰٬۰۰۰ ($۲۳٬۸۰۰٬۰۰۰)                          | $۳٬۹۰۰٬۰۰۰–۴٬۰۰۰٬۰۰۰     | [ # ۲۰۲ ] [ # ۲۳۲ ] [ # ۲۳۳ ] [ # ۱۵۴ ]           |
| ۱۹۶۷ | فارغ‌التحصیل                               | $۸۵٬۰۰۰٬۰۰۰                                         | $۳٬۱۰۰٬۰۰۰               | [ # ۲۳۴ ] [ # ۲۳۵ ]                               |
| ۱۹۶۸ | ادیسه فضایی                               | $۱۴۱٬۰۰۰٬۰۰۰–۱۹۰٬۰۰۰٬۰۰۰ ($۲۱٬۹۰۰٬۰۰۰)              | $۱۰٬۳۰۰٬۰۰۰              | [ # ۲۳۶ ] [ # ۲۱۸ ]                               |
| ۱۹۶۸ | دختر شوخ                                  | $۸۰٬۰۰۰٬۰۰۰–۱۰۰٬۰۰۰٬۰۰۰                             | $۸٬۸۰۰٬۰۰۰               | [ # ۲۳۷ ] [ # ۲۳۸ ]                               |
| ۱۹۶۹ | بوچ کسیدی و ساندنس کید                    | $۱۵۲٬۳۰۸٬۵۲۵ ($۳۷٬۱۰۰٬۰۰۰)                          | $۶٬۶۰۰٬۰۰۰               | [ # ۲۳۹ ] [ # ۲۱۸ ] [ # ۲۳۵ ]                     |
| ۱۹۷۰ | داستان عشق                                | $۱۷۳٬۴۰۰٬۰۰۰ ($۸۰٬۰۰۰٬۰۰۰)                          | $۲٬۲۶۰٬۰۰۰               | [ # ۲۴۰ ] [ # ۲۴۱ ] [ # ۲۴۲ ]                     |
| ۱۹۷۱ | ارتباط فرانسوی                            | $۷۵٬۰۰۰٬۰۰۰                                         | $۳٬۳۰۰٬۰۰۰               | [ # ۱۱۶ ]                                         |
| ۱۹۷۱ | ویولن‌زن روی بام                           | $۴۹٬۴۰۰٬۰۰۰ ($۱۰۰٬۰۰۰٬۰۰۰/$۴۵٬۱۰۰٬۰۰۰)              | $۹٬۰۰۰٬۰۰۰               | [ # ۲۴۳ ] [ # ۲۴۴ ]                               |
| ۱۹۷۱ | الماس‌ها همیشگی‌اند                         | $۱۱۶٬۰۰۰٬۰۰۰ ($۴۵٬۷۰۰٬۰۰۰)                          | $۷٬۲۰۰٬۰۰۰               | [ # ۲۲۲ ] [ # ۲۲۳ ]                               |
| ۱۹۷۲ | پدرخوانده                                 | $۲۴۶٬۱۲۰٬۹۷۴–۲۸۷٬۰۰۰٬۰۰۰ ($۱۲۷٬۶۰۰٬۰۰۰–۱۴۲٬۰۰۰٬۰۰۰) | $۶٬۰۰۰٬۰۰۰–۷٬۲۰۰٬۰۰۰     | [ # ۲۴۵ ] [ # ۲۴۴ ] [ # ۲۴۶ ] [ # ۲۴۷ ]           |
| ۱۹۷۳ | جن‌گیر                                     | $۴۱۳٬۰۷۱٬۹۴۸ ($۱۱۲٬۳۰۰٬۰۰۰)                         | $۱۰٬۰۰۰٬۰۰۰              | [ # ۲۴۸ ] [ # ۲۴۹ ] [ # ۲۵۰ ] [ # ۲۵۱ ]           |
| ۱۹۷۳ | نیش                                       | $۱۱۵٬۰۰۰٬۰۰۰                                        | $۵٬۵۰۰٬۰۰۰               | [ # ۲۵۲ ] [ # ۲۵۳ ]                               |
| ۱۹۷۴ | آسمانخراش جهنمی                           | $۲۰۳٬۳۳۶٬۴۱۲ ($۱۰۴٬۸۳۸٬۰۰۰)                         | $۱۴٬۳۰۰٬۰۰۰              | [ # ۲۵۴ ] [ # ۲۵۵ ] [ # ۲۵۶ ] [ # ۲۵۱ ] [ # ۲۵۷ ] |
| ۱۹۷۵ | آرواره‌ها                                  | $۴۷۰٬۶۵۳٬۵۹۱ ($۱۹۳٬۷۰۰٬۰۰۰)                         | $۹٬۰۰۰٬۰۰۰               | [ # ۲۵۸ ] [ # ۲۵۹ ] [ # ۲۶۰ ]                     |
| ۱۹۷۶ | راکی                                      | $۲۲۵٬۰۰۰٬۰۰۰ ($۷۷٬۱۰۰٬۰۰۰)                          | $۱٬۰۷۵٬۰۰۰               | [ # ۲۶۱ ] [ # ۲۴۴ ] [ # ۲۶۲ ]                     |
| ۱۹۷۷ | جنگ ستارگان                               | $۷۷۵٬۳۹۸٬۰۰۷ ($۵۳۰٬۰۰۰٬۰۰۰/$۲۶۸٬۵۰۰٬۰۰۰)            | $۱۱٬۲۹۳٬۱۵۱              | [ # ۲۶۳ ] [ # ۲۶۴ ] [ # ۲۴۴ ] [ # ۲۶۵ ]           |
| ۱۹۷۸ | گریس                                      | $۳۹۵٬۴۵۲٬۰۶۶ ($۳۴۱٬۰۰۰٬۰۰۰)                         | $۶٬۰۰۰٬۰۰۰               | [ # ۲۶۶ ] [ # ۲۶۷ ] [ # ۲۳۴ ] [ # ۲۶۸ ]           |
| ۱۹۷۹ | مونریکر                                   | $۲۱۰٬۳۰۰٬۰۰۰                                        | $۳۱٬۰۰۰٬۰۰۰              | [ # ۲۲۲ ] [ # ۲۶۹ ]                               |
| ۱۹۷۹ | راکی ۲                                    | $۲۰۰٬۱۸۲٬۲۸۹                                        | $۷٬۰۰۰٬۰۰۰               | [ # ۲۷۰ ] [ # ۲۷۱ ] [ # ۲۶۹ ]                     |
| ۱۹۸۰ | امپراتوری ضربه می‌زند                      | $۵۴۷٬۹۶۹٬۰۰۴ ($۴۱۳٬۵۶۲٬۶۰۷)                         | $۲۳٬۰۰۰٬۰۰۰–۳۲٬۰۰۰٬۰۰۰   | [ # ۲۷۲ ] [ # ۲۷۳ ]                               |
| ۱۹۸۱ | مهاجمان صندوق گمشده                       | $۳۸۹٬۹۲۵٬۹۷۱ ($۳۲۱٬۸۶۶٬۰۰۰–۳۵۳٬۹۸۸٬۰۲۵)             | $۱۸٬۰۰۰٬۰۰۰–۲۲٬۸۰۰٬۰۰۰   | [ # ۲۷۴ ]                                         |
| ۱۹۸۲ | ئی.تی. موجود فرازمینی                     | $۷۹۲٬۹۱۰٬۵۵۴ ($۶۱۹٬۰۰۰٬۰۰۰–۶۶۴٬۰۰۰٬۰۰۰)             | $۱۰٬۵۰۰٬۰۰۰–۱۲٬۲۰۰٬۰۰۰   | [ # ۲۷۵ ] [ # ۲۶۴ ] [ # ۲۷۶ ] [ # ۲۷۷ ]           |
| ۱۹۸۳ | بازگشت جدای                               | $۴۷۵٬۱۰۶٬۱۷۷ ($۳۸۵٬۸۴۵٬۱۹۷)                         | $۳۲٬۵۰۰٬۰۰۰–۴۲٬۷۰۰٬۰۰۰   | [ # ۲۷۸ ] [ # ۲۷۳ ]                               |
| ۱۹۸۴ | ایندیانا جونز و معبد مرگ                  | $۳۳۳٬۱۰۷٬۲۷۱                                        | $۲۷٬۰۰۰٬۰۰۰–۲۸٬۲۰۰٬۰۰۰   | [ # ۲۷۹ ] [ # ۲۸۰ ] [ # ۲۸۱ ]                     |
| ۱۹۸۵ | بازگشت به آینده                           | $۳۸۹٬۰۵۳٬۷۹۷ ($۳۸۱٬۱۰۹٬۷۶۲)                         | $۱۹٬۰۰۰٬۰۰۰–۲۲٬۰۰۰٬۰۰۰   | [ # ۲۸۲ ] [ # ۲۸۳ ]                               |
| ۱۹۸۶ | تاپ گان                                   | $۳۵۶٬۸۳۰٬۶۰۱ ($۳۴۵٬۰۰۰٬۰۰۰)                         | $۱۴٬۰۰۰٬۰۰۰–۱۹٬۰۰۰٬۰۰۰   | [ # ۲۸۴ ] [ # ۲۸۵ ] [ # ۲۸۰ ]                     |
| ۱۹۸۷ | جذابیت مرگبار                             | $۳۲۰٬۱۴۵٬۹۰۵                                        | $۱۴٬۰۰۰٬۰۰۰              | [ # ۲۸۶ ] [ # ۲۸۰ ]                               |
| ۱۹۸۸ | مرد بارانی                                | $۳۵۴٬۸۲۵٬۴۷۶                                        | $۳۰٬۰۰۰٬۰۰۰              | [ # ۲۸۷ ] [ # ۲۸۸ ]                               |
| ۱۹۸۹ | ایندیانا جونز و آخرین جنگ صلیبی           | $۴۷۴٬۱۷۱٬۸۰۶–۴۹۴٬۰۰۰٬۰۰۰                            | $۳۶٬۰۰۰٬۰۰۰–۵۵٬۴۰۰٬۰۰۰   | [ # ۲۸۹ ] [ # ۲۸۰ ] [ # ۲۹۰ ]                     |
| ۱۹۹۰ | روح                                       | $۵۰۵٬۸۷۰٬۶۸۱ ($۵۰۵٬۷۰۲٬۵۸۸)                         | $۲۲٬۰۰۰٬۰۰۰              | [ # ۲۹۱ ] [ # ۲۸۰ ]                               |
| ۱۹۹۱ | نابودگر ۲: روز داوری                      | $۵۲۳٬۷۷۴٬۴۵۶ ($۵۱۹٬۸۴۳٬۳۴۵)                         | $۹۴٬۰۰۰٬۰۰۰              | [ # ۲۹۲ ] [ # ۲۹۳ ]                               |
| ۱۹۹۲ | علاءالدین                                 | $۵۰۴٬۰۵۰٬۰۴۵                                        | $۲۸٬۰۰۰٬۰۰۰              | [ # ۲۹۴ ] [ # ۱۵۴ ]                               |
| ۱۹۹۳ | پارک ژوراسیک                              | $۱٬۰۳۴٬۱۹۹٬۰۰۳ ($۹۱۲٬۶۶۷٬۹۴۷)                       | $۶۳٬۰۰۰٬۰۰۰–۷۰٬۰۰۰٬۰۰۰   | [ # ۸۲ ]                                          |
| ۱۹۹۴ | شیرشاه                                    | $۹۶۸٬۴۸۳٬۷۷۷ ($۷۶۳٬۴۵۵٬۵۶۱)                         | $۴۵٬۰۰۰٬۰۰۰–۷۹٬۳۰۰٬۰۰۰   | [ # ۲۹۵ ]                                         |
| ۱۹۹۵ | داستان اسباب‌بازی                          | $۳۷۳٬۵۵۴٬۰۳۳ ($۳۶۴٬۸۷۳٬۷۷۶)                         | $۳۰٬۰۰۰٬۰۰۰              | [ # ۲۹۶ ] [ # ۲۹۷ ]                               |
| ۱۹۹۵ | جان‌سخت ۳                                  | $۳۶۶٬۱۰۱٬۶۶۶                                        | $۷۰٬۰۰۰٬۰۰۰              | [ # ۲۹۸ ] [ # ۲۹۹ ]                               |
| ۱۹۹۶ | روز استقلال                               | $۸۱۷٬۴۰۰٬۸۹۱                                        | $۷۵٬۰۰۰٬۰۰۰              | [ # ۳۰۰ ]                                         |
| ۱۹۹۷ | تایتانیک                                  | $۲٬۲۵۵٬۸۲۵٬۹۵۰ ($۱٬۸۴۳٬۴۷۸٬۴۴۹)                     | $۲۰۰٬۰۰۰٬۰۰۰             | [ # ۷ ]                                           |
| ۱۹۹۸ | آرماگدون                                  | $۵۵۳٬۷۰۹٬۶۲۶                                        | $۱۴۰٬۰۰۰٬۰۰۰             | [ # ۳۰۱ ] [ # ۳۰۲ ]                               |
| ۱۹۹۹ | جنگ ستارگان: قسمت اول – تهدید شبح         | $۱٬۰۲۷٬۰۴۴٬۶۷۷ ($۹۲۴٬۳۱۷٬۵۵۸)                       | $۱۱۵٬۰۰۰٬۰۰۰–۱۲۷٬۵۰۰٬۰۰۰ | [ # ۸۰ ] [ # ۲۷۳ ]                                |
| ۲۰۰۰ | مأموریت: غیرممکن ۲                        | $۵۴۶٬۳۸۸٬۱۰۵                                        | $۱۰۰٬۰۰۰٬۰۰۰–۱۲۵٬۰۰۰٬۰۰۰ | [ # ۳۰۳ ] [ # ۲۸۰ ]                               |
| ۲۰۰۱ | هری پاتر و سنگ جادو                       | $۱٬۰۰۶٬۹۶۸٬۱۷۱ ($۹۷۴٬۷۵۵٬۳۷۱)                       | $۱۲۵٬۰۰۰٬۰۰۰             | [ # ۳۰۴ ]                                         |
| ۲۰۰۲ | ارباب حلقه‌ها: دو برج                      | $۹۴۷٬۴۹۵٬۰۹۵ ($۹۳۶٬۶۸۹٬۷۳۵)                         | $۹۴٬۰۰۰٬۰۰۰              | [ # ۳۰۵ ]                                         |
| ۲۰۰۳ | ارباب حلقه‌ها: بازگشت پادشاه               | $۱٬۱۴۶٬۰۳۰٬۹۱۲ ($۱٬۱۴۰٬۶۸۲٬۰۱۱)                     | $۹۴٬۰۰۰٬۰۰۰              | [ # ۵۶ ]                                          |
| ۲۰۰۴ | شرک ۲                                     | $۹۱۹٬۸۳۸٬۷۵۸                                        | $۱۵۰٬۰۰۰٬۰۰۰             | [ # ۳۰۶ ]                                         |
| ۲۰۰۵ | هری پاتر و جام آتش                        | $۸۹۶٬۳۴۶٬۴۱۳ ($۸۹۵٬۹۲۱٬۰۳۶)                         | $۱۵۰٬۰۰۰٬۰۰۰             | [ # ۳۰۷ ]                                         |
| ۲۰۰۶ | دزدان دریایی کارائیب: صندوقچه مرد مرده    | $۱٬۰۶۶٬۱۷۹٬۷۲۵                                      | $۲۲۵٬۰۰۰٬۰۰۰             | [ # ۷۳ ]                                          |
| ۲۰۰۷ | دزدان دریایی کارائیب: پایان جهان          | $۹۶۳٬۴۲۰٬۴۲۵                                        | $۳۰۰٬۰۰۰٬۰۰۰             | [ # ۳۰۸ ]                                         |
| ۲۰۰۸ | شوالیه تاریکی                             | $۱٬۰۰۵٬۹۷۳٬۶۴۵ ($۹۹۷٬۰۳۹٬۴۱۲)                       | $۱۸۵٬۰۰۰٬۰۰۰             | [ # ۳۰۹ ]                                         |
| ۲۰۰۹ | آواتار                                    | $۲٬۸۴۷٬۳۹۷٬۳۳۹ ($۲٬۷۴۳٬۵۷۷٬۵۸۷)                     | $۲۳۷٬۰۰۰٬۰۰۰             | [ # ۱ ]                                           |
| ۲۰۱۰ | داستان اسباب‌بازی ۳                        | $۱٬۰۶۶٬۹۶۹٬۷۰۳                                      | $۲۰۰٬۰۰۰٬۰۰۰             | [ # ۷۱ ]                                          |
| ۲۰۱۱ | هری پاتر و یادگاران مرگ – قسمت دوم        | $۱٬۳۴۲٬۰۲۵٬۴۳۰ ($۱٬۳۴۱٬۵۱۱٬۲۱۹)                     | $۲۵۰٬۰۰۰٬۰۰۰HP           | [ # ۳۷ ]                                          |
| ۲۰۱۲ | انتقام‌جویان                               | $۱٬۵۱۸٬۸۱۲٬۹۸۸                                      | $۲۲۰٬۰۰۰٬۰۰۰             | [ # ۲۲ ]                                          |
| ۲۰۱۳ | یخ‌زده                                     | $۱٬۲۹۰٬۰۰۰٬۰۰۰ ($۱٬۲۸۷٬۰۰۰٬۰۰۰)                     | $۱۵۰٬۰۰۰٬۰۰۰             | [ # ۴۴ ]                                          |
| ۲۰۱۴ | تبدیل‌شوندگان: عصر انقراض                  | $۱٬۱۰۴٬۰۳۹٬۰۷۶                                      | $۲۱۰٬۰۰۰٬۰۰۰             | [ # ۶۴ ]                                          |
| ۲۰۱۵ | جنگ ستارگان: نیرو برمی‌خیزد                | $۲٬۰۶۹٬۵۲۱٬۷۰۰                                      | $۲۴۵٬۰۰۰٬۰۰۰             | [ # ۱۱ ]                                          |
| ۲۰۱۶ | کاپیتان آمریکا: جنگ داخلی                 | $۱٬۱۵۳٬۳۲۹٬۴۷۳ ($۱٬۱۵۳٬۲۹۶٬۲۹۳)                     | $۲۵۰٬۰۰۰٬۰۰۰             | [ # ۵۳ ]                                          |
| ۲۰۱۷ | جنگ ستارگان: آخرین جدای                   | $۱٬۳۳۲٬۵۳۹٬۸۸۹                                      | $۲۰۰٬۰۰۰٬۰۰۰             | [ # ۴۱ ]                                          |
| ۲۰۱۸ | انتقام‌جویان: جنگ ابدیت                    | $۲٬۰۴۸٬۳۵۹٬۷۵۴                                      | $۳۱۶٬۰۰۰٬۰۰۰–۴۰۰٬۰۰۰٬۰۰۰ | [ # ۱۳ ] [ # ۳۱۰ ]                                |
| ۲۰۱۹ | انتقام‌جویان: پایان بازی                   | $۲٬۷۹۷٬۵۰۱٬۳۲۸                                      | $۳۵۶٬۰۰۰٬۰۰۰             | [ # ۳ ]                                           |
| ۲۰۲۰ | شیطان‌کش: فیلم کیمتسو نو یائیبا: قطار موگن | $۵۰۷٬۱۱۹٬۰۵۸                                        | $۱۵٬۷۵۰٬۰۰۰              | [ # ۳۱۱ ]                                         |
| ۲۰۲۱ | مرد عنکبوتی: راهی به خانه نیست            | $۱٬۹۱۶٬۳۰۶٬۹۹۵                                      | $۲۰۰٬۰۰۰٬۰۰۰             | [ # ۱۵ ] [ # ۳۱۲ ]                                |
| ۲۰۲۲ | آواتار: راه آب                            | $۲٬۳۲۰٬۲۵۰٬۲۸۱                                      | $۳۵۰٬۰۰۰٬۰۰۰–۴۶۰٬۰۰۰٬۰۰۰ | [ # ۵ ] [ # ۳۱۳ ] [ # ۳۱۴ ]                       |
| ۲۰۲۳ | باربی                                     | $۱٬۴۴۷٬۰۳۸٬۴۲۱                                      | $۱۲۸٬۰۰۰٬۰۰۰–۱۴۵٬۰۰۰٬۰۰۰ | [ # ۳۰ ] [ # ۳۱۵ ] [ # ۳۱۶ ]                      |
| ۲۰۲۴ | درون و بیرون ۲                            | $۱٬۶۹۸٬۸۶۳٬۸۱۶                                      | $۲۰۰٬۰۰۰٬۰۰۰             | [ # ۱۷ ] [ # ۳۱۷ ]                                |
| ۲۰۲۵ | نژا ۲                                     | $۲٬۲۱۲٬۳۰۰٬۰۰۰                                      | $۸۰٬۰۰۰٬۰۰۰              | [ # ۹ ] [ # ۱۰ ]                                  |

## پرفروش‌ترین فرنچایز و مجموعه‌فیلم‌ها
داده‌ها به ترتیب پردرآمدترین فرنچایز یا مجموعه‌فیلم مرتب شده‌اند.
 فیلم‌هایی را مشخص می‌کند که در حال حاضر در سینماهای سراسر جهان پخش می‌شوند.
 پرفروش‌ترین فیلم یک فرنچایز را مشخص می‌کند.
| رتبه | سریفرنچایز                     | سریفرنچایز                       | فیلم                                  | تاریخ انتشار | فروش در گیشهٔ جهانی (به دلار آمریکا) | فروش در گیشهٔ جهانی (به دلار آمریکا) | فروش در گیشهٔ جهانی (به دلار آمریکا) |
| رتبه | سریفرنچایز                     | سریفرنچایز                       | فیلم                                  | تاریخ انتشار | فروش فیلم                           | مجموع فروش سری                      | مجموع فروش فرنچایز                  |
| ---- | ------------------------------ | -------------------------------- | ------------------------------------- | ------------ | ----------------------------------- | ----------------------------------- | ----------------------------------- |
| ۱    | دنیای · سینمایی · مارول ·      | فاز یکم                          | انتقام‌جویان                           | ۲۰۱۲         | ۱٬۵۱۸٬۸۱۲٬۹۸۸                       | ۳٬۸۱۱٬۲۴۴٬۴۸۴                       | ۲۸٬۷۶۹٬۰۹۴٬۳۴۰                      |
| ۱    | دنیای · سینمایی · مارول ·      | فاز یکم                          | مرد آهنی ۲                            | ۲۰۱۰         | ۶۲۳٬۹۳۳٬۳۳۱                         | ۳٬۸۱۱٬۲۴۴٬۴۸۴                       | ۲۸٬۷۶۹٬۰۹۴٬۳۴۰                      |
| ۱    | دنیای · سینمایی · مارول ·      | فاز یکم                          | مرد آهنی                              | ۲۰۰۸         | ۵۸۵٬۱۷۴٬۲۲۲                         | ۳٬۸۱۱٬۲۴۴٬۴۸۴                       | ۲۸٬۷۶۹٬۰۹۴٬۳۴۰                      |
| ۱    | دنیای · سینمایی · مارول ·      | فاز یکم                          | ثور                                   | ۲۰۱۱         | ۴۴۹٬۳۲۶٬۶۱۸                         | ۳٬۸۱۱٬۲۴۴٬۴۸۴                       | ۲۸٬۷۶۹٬۰۹۴٬۳۴۰                      |
| ۱    | دنیای · سینمایی · مارول ·      | فاز یکم                          | کاپیتان آمریکا: نخستین انتقام‌جو       | ۲۰۱۱         | ۳۷۰٬۵۶۹٬۷۷۴                         | ۳٬۸۱۱٬۲۴۴٬۴۸۴                       | ۲۸٬۷۶۹٬۰۹۴٬۳۴۰                      |
| ۱    | دنیای · سینمایی · مارول ·      | فاز یکم                          | هالک شگفت‌انگیز                        | ۲۰۰۸         | ۲۶۳٬۴۲۷٬۵۵۱                         | ۳٬۸۱۱٬۲۴۴٬۴۸۴                       | ۲۸٬۷۶۹٬۰۹۴٬۳۴۰                      |
| ۱    | دنیای · سینمایی · مارول ·      | فاز دوم                          | انتقام‌جویان: عصر اولتران              | ۲۰۱۵         | ۱٬۴۰۲٬۸۰۹٬۵۴۰                       | ۵٬۲۶۹٬۰۹۷٬۰۵۵                       | ۲۸٬۷۶۹٬۰۹۴٬۳۴۰                      |
| ۱    | دنیای · سینمایی · مارول ·      | فاز دوم                          | مرد آهنی ۳                            | ۲۰۱۳         | ۱٬۲۱۴٬۸۱۱٬۲۵۲                       | ۵٬۲۶۹٬۰۹۷٬۰۵۵                       | ۲۸٬۷۶۹٬۰۹۴٬۳۴۰                      |
| ۱    | دنیای · سینمایی · مارول ·      | فاز دوم                          | نگهبانان کهکشان                       | ۲۰۱۴         | ۷۷۳٬۳۲۸٬۶۲۹                         | ۵٬۲۶۹٬۰۹۷٬۰۵۵                       | ۲۸٬۷۶۹٬۰۹۴٬۳۴۰                      |
| ۱    | دنیای · سینمایی · مارول ·      | فاز دوم                          | کاپیتان آمریکا: سرباز زمستان          | ۲۰۱۴         | ۷۱۴٬۲۶۴٬۲۶۷                         | ۵٬۲۶۹٬۰۹۷٬۰۵۵                       | ۲۸٬۷۶۹٬۰۹۴٬۳۴۰                      |
| ۱    | دنیای · سینمایی · مارول ·      | فاز دوم                          | ثور: دنیای تاریک                      | ۲۰۱۳         | ۶۴۴٬۵۷۱٬۴۰۲                         | ۵٬۲۶۹٬۰۹۷٬۰۵۵                       | ۲۸٬۷۶۹٬۰۹۴٬۳۴۰                      |
| ۱    | دنیای · سینمایی · مارول ·      | فاز دوم                          | مرد مورچه‌ای                           | ۲۰۱۵         | ۵۱۹٬۳۱۱٬۹۶۵                         | ۵٬۲۶۹٬۰۹۷٬۰۵۵                       | ۲۸٬۷۶۹٬۰۹۴٬۳۴۰                      |
| ۱    | دنیای · سینمایی · مارول ·      | فاز سوم                          | انتقام‌جویان: پایان بازی               | ۲۰۱۹         | ۲٬۷۹۷٬۵۰۱٬۳۲۸                       | ۱۳٬۵۰۴٬۹۶۷٬۳۴۱                      | ۲۸٬۷۶۹٬۰۹۴٬۳۴۰                      |
| ۱    | دنیای · سینمایی · مارول ·      | فاز سوم                          | انتقام‌جویان: جنگ ابدیت                | ۲۰۱۸         | ۲٬۰۴۸٬۳۵۹٬۷۵۴                       | ۱۳٬۵۰۴٬۹۶۷٬۳۴۱                      | ۲۸٬۷۶۹٬۰۹۴٬۳۴۰                      |
| ۱    | دنیای · سینمایی · مارول ·      | فاز سوم                          | پلنگ سیاه                             | ۲۰۱۸         | ۱٬۳۴۷٬۲۸۰٬۸۳۸                       | ۱۳٬۵۰۴٬۹۶۷٬۳۴۱                      | ۲۸٬۷۶۹٬۰۹۴٬۳۴۰                      |
| ۱    | دنیای · سینمایی · مارول ·      | فاز سوم                          | کاپیتان آمریکا: جنگ داخلی             | ۲۰۱۶         | ۱٬۱۵۳٬۳۲۹٬۴۷۳                       | ۱۳٬۵۰۴٬۹۶۷٬۳۴۱                      | ۲۸٬۷۶۹٬۰۹۴٬۳۴۰                      |
| ۱    | دنیای · سینمایی · مارول ·      | فاز سوم                          | مرد عنکبوتی: دور از خانه              | ۲۰۱۹         | ۱٬۱۳۱٬۹۲۸٬۵۱۹                       | ۱۳٬۵۰۴٬۹۶۷٬۳۴۱                      | ۲۸٬۷۶۹٬۰۹۴٬۳۴۰                      |
| ۱    | دنیای · سینمایی · مارول ·      | فاز سوم                          | کاپیتان مارول                         | ۲۰۱۹         | ۱٬۱۲۸٬۲۷۴٬۷۹۴                       | ۱۳٬۵۰۴٬۹۶۷٬۳۴۱                      | ۲۸٬۷۶۹٬۰۹۴٬۳۴۰                      |
| ۱    | دنیای · سینمایی · مارول ·      | فاز سوم                          | مرد عنکبوتی: بازگشت به خانه           | ۲۰۱۷         | ۸۸۰٬۱۶۶٬۹۲۴                         | ۱۳٬۵۰۴٬۹۶۷٬۳۴۱                      | ۲۸٬۷۶۹٬۰۹۴٬۳۴۰                      |
| ۱    | دنیای · سینمایی · مارول ·      | فاز سوم                          | نگهبانان کهکشان بخش ۲                 | ۲۰۱۷         | ۸۶۳٬۷۵۶٬۰۵۱                         | ۱۳٬۵۰۴٬۹۶۷٬۳۴۱                      | ۲۸٬۷۶۹٬۰۹۴٬۳۴۰                      |
| ۱    | دنیای · سینمایی · مارول ·      | فاز سوم                          | ثور: رگناروک                          | ۲۰۱۷         | ۸۵۳٬۹۷۷٬۱۲۶                         | ۱۳٬۵۰۴٬۹۶۷٬۳۴۱                      | ۲۸٬۷۶۹٬۰۹۴٬۳۴۰                      |
| ۱    | دنیای · سینمایی · مارول ·      | فاز سوم                          | دکتر استرنج                           | ۲۰۱۶         | ۶۷۷٬۷۱۸٬۳۹۵                         | ۱۳٬۵۰۴٬۹۶۷٬۳۴۱                      | ۲۸٬۷۶۹٬۰۹۴٬۳۴۰                      |
| ۱    | دنیای · سینمایی · مارول ·      | فاز سوم                          | مرد مورچه‌ای و زنبورک                  | ۲۰۱۸         | ۶۲۲٬۶۷۴٬۱۳۹                         | ۱۳٬۵۰۴٬۹۶۷٬۳۴۱                      | ۲۸٬۷۶۹٬۰۹۴٬۳۴۰                      |
| ۱    | دنیای · سینمایی · مارول ·      | فاز چهارم                        | مرد عنکبوتی: راهی به خانه نیست        | ۲۰۲۱         | ۱٬۹۱۶٬۸۹۳٬۶۴۴                       | ۵٬۷۱۱٬۶۷۸٬۹۹۷                       | ۲۸٬۷۶۹٬۰۹۴٬۳۴۰                      |
| ۱    | دنیای · سینمایی · مارول ·      | فاز چهارم                        | دکتر استرنج در چندجهانی دیوانگی       | ۲۰۲۲         | ۹۵۵٬۷۷۵٬۸۰۴                         | ۵٬۷۱۱٬۶۷۸٬۹۹۷                       | ۲۸٬۷۶۹٬۰۹۴٬۳۴۰                      |
| ۱    | دنیای · سینمایی · مارول ·      | فاز چهارم                        | پلنگ سیاه: واکاندا تا ابد             | ۲۰۲۲         | ۸۵۹٬۰۶۸٬۱۵۵                         | ۵٬۷۱۱٬۶۷۸٬۹۹۷                       | ۲۸٬۷۶۹٬۰۹۴٬۳۴۰                      |
| ۱    | دنیای · سینمایی · مارول ·      | فاز چهارم                        | ثور: عشق و تندر                       | ۲۰۲۲         | ۷۶۰٬۹۲۸٬۰۸۱                         | ۵٬۷۱۱٬۶۷۸٬۹۹۷                       | ۲۸٬۷۶۹٬۰۹۴٬۳۴۰                      |
| ۱    | دنیای · سینمایی · مارول ·      | فاز چهارم                        | شانگ چی و افسانه ده حلقه              | ۲۰۲۱         | ۴۳۲٬۲۴۳٬۲۹۲                         | ۵٬۷۱۱٬۶۷۸٬۹۹۷                       | ۲۸٬۷۶۹٬۰۹۴٬۳۴۰                      |
| ۱    | دنیای · سینمایی · مارول ·      | فاز چهارم                        | جاودانگان                             | ۲۰۲۱         | ۴۰۲٬۰۶۴٬۸۹۹                         | ۵٬۷۱۱٬۶۷۸٬۹۹۷                       | ۲۸٬۷۶۹٬۰۹۴٬۳۴۰                      |
| ۱    | دنیای · سینمایی · مارول ·      | فاز چهارم                        | بیوه سیاه                             | ۲۰۲۱         | ۳۷۹٬۷۵۱٬۶۵۵                         | ۵٬۷۱۱٬۶۷۸٬۹۹۷                       | ۲۸٬۷۶۹٬۰۹۴٬۳۴۰                      |
| ۱    | دنیای · سینمایی · مارول ·      | فاز پنجم                         | مرد مورچه‌ای و زنبورک: شیدایی کوانتومی | ۲۰۲۳         | ۴۶۹٬۶۵۶٬۰۴۰                         | ۴۶۹٬۶۵۶٬۰۴۰                         | ۲۸٬۷۶۹٬۰۹۴٬۳۴۰                      |
| ۲    | جنگ ستارگان                    | سه‌گانه دنباله                    | نیرو برمی‌خیزد                         | ۲۰۱۵         | ۲٬۰۶۸٬۲۲۳٬۶۲۴                       | ۴٬۴۷۴٬۹۰۷٬۷۶۱                       | ۱۰٬۳۱۷٬۲۰۶٬۷۶۰                      |
| ۲    | جنگ ستارگان                    | سه‌گانه دنباله                    | آخرین جدای                            | ۲۰۱۷         | ۱٬۳۳۲٬۵۳۹٬۸۸۹                       | ۴٬۴۷۴٬۹۰۷٬۷۶۱                       | ۱۰٬۳۱۷٬۲۰۶٬۷۶۰                      |
| ۲    | جنگ ستارگان                    | سه‌گانه دنباله                    | خیزش اسکای‌واکر                        | ۲۰۱۹         | ۱٬۰۷۴٬۱۴۴٬۲۴۸                       | ۴٬۴۷۴٬۹۰۷٬۷۶۱                       | ۱۰٬۳۱۷٬۲۰۶٬۷۶۰                      |
| ۲    | جنگ ستارگان                    | سه‌گانه پیش‌درآمد                  | قسمت اول – تهدید شبح                  | ۱۹۹۹         | ۱٬۰۲۷٬۰۴۴٬۶۷۷                       | ۲٬۵۲۵٬۱۹۷٬۷۷۳                       | ۱۰٬۳۱۷٬۲۰۶٬۷۶۰                      |
| ۲    | جنگ ستارگان                    | سه‌گانه پیش‌درآمد                  | قسمت سوم – انتقام سیت                 | ۲۰۰۵         | ۸۴۸٬۷۵۴٬۷۶۸                         | ۲٬۵۲۵٬۱۹۷٬۷۷۳                       | ۱۰٬۳۱۷٬۲۰۶٬۷۶۰                      |
| ۲    | جنگ ستارگان                    | سه‌گانه پیش‌درآمد                  | قسمت دوم – حمله کلون‌ها                | ۲۰۰۲         | ۶۴۹٬۳۹۸٬۳۲۸                         | ۲٬۵۲۵٬۱۹۷٬۷۷۳                       | ۱۰٬۳۱۷٬۲۰۶٬۷۶۰                      |
| ۲    | جنگ ستارگان                    | سه‌گانه اصلی                      | جنگ ستارگان                           | ۱۹۷۷         | ۷۷۵٬۳۹۸٬۰۰۷                         | ۱٬۷۹۸٬۴۷۳٬۱۸۸                       | ۱۰٬۳۱۷٬۲۰۶٬۷۶۰                      |
| ۲    | جنگ ستارگان                    | سه‌گانه اصلی                      | امپراتوری ضربه می‌زند                  | ۱۹۸۰         | ۵۴۷٬۹۶۹٬۰۰۴                         | ۱٬۷۹۸٬۴۷۳٬۱۸۸                       | ۱۰٬۳۱۷٬۲۰۶٬۷۶۰                      |
| ۲    | جنگ ستارگان                    | سه‌گانه اصلی                      | بازگشت جدای                           | ۱۹۸۳         | ۴۷۵٬۱۰۶٬۱۷۷                         | ۱٬۷۹۸٬۴۷۳٬۱۸۸                       | ۱۰٬۳۱۷٬۲۰۶٬۷۶۰                      |
| ۲    | جنگ ستارگان                    | فیلم‌های آنتولوژی                 | روگ وان                               | ۲۰۱۶         | ۱٬۰۵۷٬۴۲۰٬۳۸۷                       | ۱٬۴۵۰٬۳۴۵٬۱۹۴                       | ۱۰٬۳۱۷٬۲۰۶٬۷۶۰                      |
| ۲    | جنگ ستارگان                    | فیلم‌های آنتولوژی                 | سولو: داستانی از جنگ ستارگان          | ۲۰۱۸         | ۳۹۲٬۹۲۴٬۸۰۷                         | ۱٬۴۵۰٬۳۴۵٬۱۹۴                       | ۱۰٬۳۱۷٬۲۰۶٬۷۶۰                      |
| ۲    | جنگ ستارگان                    | جنگ‌های کلون                      | جنگ‌های کلون                           | ۲۰۰۸         | ۶۸٬۲۸۲٬۸۴۴                          | ۶۸٬۲۸۲٬۸۴۴                          | ۱۰٬۳۱۷٬۲۰۶٬۷۶۰                      |
| ۳    | مرد عنکبوتی                    | سری مارول                        | راهی به خانه نیست                     | ۲۰۲۱         | ۱٬۹۱۶٬۸۹۳٬۶۴۴                       | ۳٬۹۲۸٬۹۸۹٬۰۸۷                       | ۹٬۸۰۴٬۸۳۲٬۰۹۶                       |
| ۳    | مرد عنکبوتی                    | سری مارول                        | دور از خانه                           | ۲۰۱۹         | ۱٬۱۳۱٬۹۲۸٬۵۱۹                       | ۳٬۹۲۸٬۹۸۹٬۰۸۷                       | ۹٬۸۰۴٬۸۳۲٬۰۹۶                       |
| ۳    | مرد عنکبوتی                    | سری مارول                        | بازگشت به خانه                        | ۲۰۱۷         | ۸۸۰٬۱۶۶٬۹۲۴                         | ۳٬۹۲۸٬۹۸۹٬۰۸۷                       | ۹٬۸۰۴٬۸۳۲٬۰۹۶                       |
| ۳    | مرد عنکبوتی                    | سری ریمی                         | مرد عنکبوتی ۳                         | ۲۰۰۷         | ۸۹۰٬۸۷۱٬۶۲۶                         | ۲٬۵۰۲٬۹۷۹٬۴۸۸                       | ۹٬۸۰۴٬۸۳۲٬۰۹۶                       |
| ۳    | مرد عنکبوتی                    | سری ریمی                         | مرد عنکبوتی                           | ۲۰۰۲         | ۸۲۱٬۷۰۸٬۵۵۱                         | ۲٬۵۰۲٬۹۷۹٬۴۸۸                       | ۹٬۸۰۴٬۸۳۲٬۰۹۶                       |
| ۳    | مرد عنکبوتی                    | سری ریمی                         | مرد عنکبوتی ۲                         | ۲۰۰۴         | ۷۸۳٬۷۶۶٬۳۴۱                         | ۲٬۵۰۲٬۹۷۹٬۴۸۸                       | ۹٬۸۰۴٬۸۳۲٬۰۹۶                       |
| ۳    | مرد عنکبوتی                    | سری سونی                         | ونوم                                  | ۲۰۱۸         | ۸۵۶٬۰۸۵٬۱۵۱                         | ۱٬۵۲۶٬۸۱۴٬۲۷۳                       | ۹٬۸۰۴٬۸۳۲٬۰۹۶                       |
| ۳    | مرد عنکبوتی                    | سری سونی                         | ونوم: بگذارید کارنیج بیاید            | ۲۰۲۱         | ۵۰۶٬۸۶۳٬۵۹۲                         | ۱٬۵۲۶٬۸۱۴٬۲۷۳                       | ۹٬۸۰۴٬۸۳۲٬۰۹۶                       |
| ۳    | مرد عنکبوتی                    | سری سونی                         | موربیوس                               | ۲۰۲۲         | ۱۶۳٬۸۶۵٬۵۳۰                         | ۱٬۵۲۶٬۸۱۴٬۲۷۳                       | ۹٬۸۰۴٬۸۳۲٬۰۹۶                       |
| ۳    | مرد عنکبوتی                    | سری وب                           | مرد عنکبوتی شگفت‌انگیز                 | ۲۰۱۲         | ۷۵۷٬۹۳۰٬۶۶۳                         | ۱٬۴۶۶٬۹۱۲٬۹۸۶                       | ۹٬۸۰۴٬۸۳۲٬۰۹۶                       |
| ۳    | مرد عنکبوتی                    | سری وب                           | مرد عنکبوتی شگفت‌انگیز ۲               | ۲۰۱۴         | ۷۰۸٬۹۸۲٬۳۲۳                         | ۱٬۴۶۶٬۹۱۲٬۹۸۶                       | ۹٬۸۰۴٬۸۳۲٬۰۹۶                       |
| ۳    | مرد عنکبوتی                    | به درون دنیای عنکبوتی            | به درون دنیای عنکبوتی                 | ۲۰۱۸         | ۳۷۵٬۵۴۰٬۸۳۱                         | ۳۷۵٬۵۴۰٬۸۳۱                         | ۹٬۸۰۴٬۸۳۲٬۰۹۶                       |
| ۴    | دنیای جادوگری                  | هری پاتر                         | یادگاران مرگ – قسمت دوم               | ۲۰۱۱         | ۱٬۳۴۲٬۳۵۹٬۹۴۲                       | ۷٬۷۹۳٬۱۶۰٬۰۵۹                       | ۹٬۶۶۷٬۲۱۵٬۸۰۲                       |
| ۴    | دنیای جادوگری                  | هری پاتر                         | سنگ جادو                              | ۲۰۰۱         | ۱٬۰۲۲٬۲۹۰٬۰۱۹                       | ۷٬۷۹۳٬۱۶۰٬۰۵۹                       | ۹٬۶۶۷٬۲۱۵٬۸۰۲                       |
| ۴    | دنیای جادوگری                  | هری پاتر                         | یادگاران مرگ – قسمت اول               | ۲۰۱۰         | ۹۷۷٬۰۷۰٬۳۸۳                         | ۷٬۷۹۳٬۱۶۰٬۰۵۹                       | ۹٬۶۶۷٬۲۱۵٬۸۰۲                       |
| ۴    | دنیای جادوگری                  | هری پاتر                         | محفل ققنوس                            | ۲۰۰۷         | ۹۴۲٬۲۰۱٬۷۱۰                         | ۷٬۷۹۳٬۱۶۰٬۰۵۹                       | ۹٬۶۶۷٬۲۱۵٬۸۰۲                       |
| ۴    | دنیای جادوگری                  | هری پاتر                         | شاهزاده دورگه                         | ۲۰۰۹         | ۹۳۴٬۴۸۳٬۰۳۹                         | ۷٬۷۹۳٬۱۶۰٬۰۵۹                       | ۹٬۶۶۷٬۲۱۵٬۸۰۲                       |
| ۴    | دنیای جادوگری                  | هری پاتر                         | جام آتش                               | ۲۰۰۵         | ۸۹۶٬۷۳۰٬۲۶۴                         | ۷٬۷۹۳٬۱۶۰٬۰۵۹                       | ۹٬۶۶۷٬۲۱۵٬۸۰۲                       |
| ۴    | دنیای جادوگری                  | هری پاتر                         | تالار اسرار                           | ۲۰۰۲         | ۸۸۰٬۴۵۶٬۰۹۵                         | ۷٬۷۹۳٬۱۶۰٬۰۵۹                       | ۹٬۶۶۷٬۲۱۵٬۸۰۲                       |
| ۴    | دنیای جادوگری                  | هری پاتر                         | زندانی آزکابان                        | ۲۰۰۴         | ۷۹۷٬۵۶۸٬۶۰۷                         | ۷٬۷۹۳٬۱۶۰٬۰۵۹                       | ۹٬۶۶۷٬۲۱۵٬۸۰۲                       |
| ۴    | دنیای جادوگری                  | جانوران شگفت انگیز               | جانوران شگفت‌انگیز و زیستگاه آن‌ها      | ۲۰۱۶         | ۸۱۴٬۰۳۸٬۵۰۸                         | ۱٬۸۷۴٬۰۵۵٬۷۴۳                       | ۹٬۶۶۷٬۲۱۵٬۸۰۲                       |
| ۴    | دنیای جادوگری                  | جانوران شگفت انگیز               | جنایات گریندل‌والد                     | ۲۰۱۸         | ۶۵۴٬۸۵۵٬۹۰۱                         | ۱٬۸۷۴٬۰۵۵٬۷۴۳                       | ۹٬۶۶۷٬۲۱۵٬۸۰۲                       |
| ۴    | دنیای جادوگری                  | جانوران شگفت انگیز               | اسرار دامبلدور                        | ۲۰۲۲         | ۴۰۵٬۱۶۱٬۳۳۴                         | ۱٬۸۷۴٬۰۵۵٬۷۴۳                       | ۹٬۶۶۷٬۲۱۵٬۸۰۲                       |
| ۵    | جیمز باند                      | سری دنیل کریگ                    | اسکای‌فال                              | ۲۰۱۲         | ۱٬۱۰۸٬۵۶۱٬۰۱۳                       | ۳٬۹۶۵٬۹۸۲٬۲۶۸                       | ۷٬۸۳۲٬۹۵۴٬۷۳۰                       |
| ۵    | جیمز باند                      | سری دنیل کریگ                    | اسپکتر                                | ۲۰۱۵         | ۸۸۰٬۶۷۴٬۶۰۹                         | ۳٬۹۶۵٬۹۸۲٬۲۶۸                       | ۷٬۸۳۲٬۹۵۴٬۷۳۰                       |
| ۵    | جیمز باند                      | سری دنیل کریگ                    | زمانی برای مردن نیست                  | ۲۰۲۱         | ۷۷۴٬۱۵۳٬۰۰۷                         | ۳٬۹۶۵٬۹۸۲٬۲۶۸                       | ۷٬۸۳۲٬۹۵۴٬۷۳۰                       |
| ۵    | جیمز باند                      | سری دنیل کریگ                    | کازینو رویال                          | ۲۰۰۶         | ۶۱۶٬۵۰۲٬۹۱۲                         | ۳٬۹۶۵٬۹۸۲٬۲۶۸                       | ۷٬۸۳۲٬۹۵۴٬۷۳۰                       |
| ۵    | جیمز باند                      | سری دنیل کریگ                    | ذره‌ای آرامش                           | ۲۰۰۸         | ۵۸۶٬۰۹۰٬۷۲۷                         | ۳٬۹۶۵٬۹۸۲٬۲۶۸                       | ۷٬۸۳۲٬۹۵۴٬۷۳۰                       |
| ۵    | جیمز باند                      | سری پیرس برازنان                 | روزی دیگر بمیر                        | ۲۰۰۲         | ۴۳۱٬۹۷۱٬۱۱۶                         | ۱٬۴۷۹٬۰۰۸٬۶۱۸                       | ۷٬۸۳۲٬۹۵۴٬۷۳۰                       |
| ۵    | جیمز باند                      | سری پیرس برازنان                 | دنیا کافی نیست                        | ۱۹۹۹         | ۳۶۱٬۸۳۲٬۴۰۰                         | ۱٬۴۷۹٬۰۰۸٬۶۱۸                       | ۷٬۸۳۲٬۹۵۴٬۷۳۰                       |
| ۵    | جیمز باند                      | سری پیرس برازنان                 | گولدن‌آی                               | ۱۹۹۵         | ۳۵۲٬۱۹۴٬۰۳۴                         | ۱٬۴۷۹٬۰۰۸٬۶۱۸                       | ۷٬۸۳۲٬۹۵۴٬۷۳۰                       |
| ۵    | جیمز باند                      | سری پیرس برازنان                 | فردا هرگز نمی‌میرد                     | ۱۹۹۷         | ۳۳۳٬۰۱۱٬۰۶۸                         | ۱٬۴۷۹٬۰۰۸٬۶۱۸                       | ۷٬۸۳۲٬۹۵۴٬۷۳۰                       |
| ۵    | جیمز باند                      | سری راجر مور                     | مونریکر                               | ۱۹۷۹         | ۲۱۰٬۳۰۰٬۰۰۰                         | ۱٬۱۵۱٬۶۰۰٬۰۰۰                       | ۷٬۸۳۲٬۹۵۴٬۷۳۰                       |
| ۵    | جیمز باند                      | سری راجر مور                     | فقط به خاطر چشمان تو                  | ۱۹۸۱         | ۱۹۴٬۹۰۰٬۰۰۰                         | ۱٬۱۵۱٬۶۰۰٬۰۰۰                       | ۷٬۸۳۲٬۹۵۴٬۷۳۰                       |
| ۵    | جیمز باند                      | سری راجر مور                     | جاسوسی که دوستم داشت                  | ۱۹۷۷         | ۱۸۵٬۴۰۰٬۰۰۰                         | ۱٬۱۵۱٬۶۰۰٬۰۰۰                       | ۷٬۸۳۲٬۹۵۴٬۷۳۰                       |
| ۵    | جیمز باند                      | سری راجر مور                     | اختاپوسی                              | ۱۹۸۳         | ۱۸۳٬۷۰۰٬۰۰۰                         | ۱٬۱۵۱٬۶۰۰٬۰۰۰                       | ۷٬۸۳۲٬۹۵۴٬۷۳۰                       |
| ۵    | جیمز باند                      | سری راجر مور                     | نمایی به یک قتل                       | ۱۹۸۵         | ۱۵۲٬۴۰۰٬۰۰۰                         | ۱٬۱۵۱٬۶۰۰٬۰۰۰                       | ۷٬۸۳۲٬۹۵۴٬۷۳۰                       |
| ۵    | جیمز باند                      | سری راجر مور                     | زندگی کن و بگذار بمیرند               | ۱۹۷۳         | ۱۲۶٬۴۰۰٬۰۰۰                         | ۱٬۱۵۱٬۶۰۰٬۰۰۰                       | ۷٬۸۳۲٬۹۵۴٬۷۳۰                       |
| ۵    | جیمز باند                      | سری راجر مور                     | مردی با طپانچه طلایی                  | ۱۹۷۴         | ۹۸٬۵۰۰٬۰۰۰                          | ۱٬۱۵۱٬۶۰۰٬۰۰۰                       | ۷٬۸۳۲٬۹۵۴٬۷۳۰                       |
| ۵    | جیمز باند                      | سری شان کانری                    | گلوله آتشین                           | ۱۹۶۵         | ۱۴۱٬۲۰۰٬۰۰۰                         | ۶۲۱٬۵۰۰٬۰۰۰                         | ۷٬۸۳۲٬۹۵۴٬۷۳۰                       |
| ۵    | جیمز باند                      | سری شان کانری                    | گلدفینگر                              | ۱۹۶۴         | ۱۲۴٬۹۰۰٬۰۰۰                         | ۶۲۱٬۵۰۰٬۰۰۰                         | ۷٬۸۳۲٬۹۵۴٬۷۳۰                       |
| ۵    | جیمز باند                      | سری شان کانری                    | الماس‌ها همیشگی‌اند                     | ۱۹۷۱         | ۱۱۶٬۰۰۰٬۰۰۰                         | ۶۲۱٬۵۰۰٬۰۰۰                         | ۷٬۸۳۲٬۹۵۴٬۷۳۰                       |
| ۵    | جیمز باند                      | سری شان کانری                    | فقط دو بار زندگی می‌کنید               | ۱۹۶۷         | ۱۰۱٬۰۰۰٬۰۰۰                         | ۶۲۱٬۵۰۰٬۰۰۰                         | ۷٬۸۳۲٬۹۵۴٬۷۳۰                       |
| ۵    | جیمز باند                      | سری شان کانری                    | از روسیه با عشق                       | ۱۹۶۳         | ۷۸٬۹۰۰٬۰۰۰                          | ۶۲۱٬۵۰۰٬۰۰۰                         | ۷٬۸۳۲٬۹۵۴٬۷۳۰                       |
| ۵    | جیمز باند                      | سری شان کانری                    | دکتر نو                               | ۱۹۶۲         | ۵۹٬۵۰۰٬۰۰۰                          | ۶۲۱٬۵۰۰٬۰۰۰                         | ۷٬۸۳۲٬۹۵۴٬۷۳۰                       |
| ۵    | جیمز باند                      | سری تیموتی دالتون                | روشنایی‌های پایدار روز                 | ۱۹۸۷         | ۱۹۱٬۲۰۰٬۰۰۰                         | ۳۴۷٬۴۰۰٬۰۰۰                         | ۷٬۸۳۲٬۹۵۴٬۷۳۰                       |
| ۵    | جیمز باند                      | سری تیموتی دالتون                | جواز قتل                              | ۱۹۸۹         | ۱۵۶٬۲۰۰٬۰۰۰                         | ۳۴۷٬۴۰۰٬۰۰۰                         | ۷٬۸۳۲٬۹۵۴٬۷۳۰                       |
| ۵    | جیمز باند                      | در خدمت سرویس مخفی ملکه          | در خدمت سرویس مخفی ملکه               | ۱۹۶۹         | ۶۴٬۶۰۰٬۰۰۰                          | ۶۴٬۶۰۰٬۰۰۰                          | ۷٬۸۳۲٬۹۵۴٬۷۳۰                       |
| ۵    | جیمز باند                      | دیگر هرگز نگو هرگز               | دیگر هرگز نگو هرگز                    | ۱۹۸۳         | ۱۶۰٬۰۰۰٬۰۰۰                         | ۱۶۰٬۰۰۰٬۰۰۰                         | ۷٬۸۳۲٬۹۵۴٬۷۳۰                       |
| ۵    | جیمز باند                      | کازینو رویال                     | کازینو رویال                          | ۱۹۶۷         | ۴۱٬۷۴۴٬۷۱۸                          | ۴۱٬۷۴۴٬۷۱۸                          | ۷٬۸۳۲٬۹۵۴٬۷۳۰                       |
| ۶    | انتقام جویان                   | پایان بازی                       | پایان بازی                            | ۲۰۱۹         | ۲٬۷۹۷٬۵۰۱٬۳۲۸                       | ۲٬۷۹۷٬۵۰۱٬۳۲۸                       | ۷٬۷۶۷٬۴۸۳٬۶۱۰                       |
| ۶    | انتقام جویان                   | جنگ ابدیت                        | جنگ ابدیت                             | ۲۰۱۸         | ۲٬۰۴۸٬۳۵۹٬۷۵۴                       | ۲٬۰۴۸٬۳۵۹٬۷۵۴                       | ۷٬۷۶۷٬۴۸۳٬۶۱۰                       |
| ۶    | انتقام جویان                   | انتقام‌جویان                      | انتقام‌جویان                           | ۲۰۱۲         | ۱٬۵۱۸٬۸۱۲٬۹۸۸                       | ۱٬۵۱۸٬۸۱۲٬۹۸۸                       | ۷٬۷۶۷٬۴۸۳٬۶۱۰                       |
| ۶    | انتقام جویان                   | عصر اولتران                      | عصر اولتران                           | ۲۰۱۵         | ۱٬۴۰۲٬۸۰۹٬۵۴۰                       | ۱٬۴۰۲٬۸۰۹٬۵۴۰                       | ۷٬۷۶۷٬۴۸۳٬۶۱۰                       |
| ۷    | بتمن                           | سری نولان                        | شوالیه تاریکی برمی‌خیزد                | ۲۰۱۲         | ۱٬۰۸۱٬۱۶۹٬۸۲۵                       | ۲٬۴۶۱٬۰۷۶٬۹۸۵                       | ۶٬۸۴۱٬۱۲۳٬۲۹۱                       |
| ۷    | بتمن                           | سری نولان                        | شوالیه تاریکی                         | ۲۰۰۸         | ۱٬۰۰۶٬۲۳۴٬۱۶۷                       | ۲٬۴۶۱٬۰۷۶٬۹۸۵                       | ۶٬۸۴۱٬۱۲۳٬۲۹۱                       |
| ۷    | بتمن                           | سری نولان                        | بتمن آغاز می‌کند                       | ۲۰۰۵         | ۳۷۳٬۶۷۲٬۹۹۳                         | ۲٬۴۶۱٬۰۷۶٬۹۸۵                       | ۶٬۸۴۱٬۱۲۳٬۲۹۱                       |
| ۷    | بتمن                           | سری بورتون                       | بتمن                                  | ۱۹۸۹         | ۴۱۱٬۵۵۶٬۸۲۵                         | ۱٬۲۵۳٬۱۹۲٬۶۸۲                       | ۶٬۸۴۱٬۱۲۳٬۲۹۱                       |
| ۷    | بتمن                           | سری بورتون                       | بتمن برای همیشه                       | ۱۹۹۵         | ۳۳۶٬۵۶۷٬۵۳۱                         | ۱٬۲۵۳٬۱۹۲٬۶۸۲                       | ۶٬۸۴۱٬۱۲۳٬۲۹۱                       |
| ۷    | بتمن                           | سری بورتون                       | بازگشت بتمن                           | ۱۹۹۲         | ۲۶۶٬۸۳۲٬۴۱۱                         | ۱٬۲۵۳٬۱۹۲٬۶۸۲                       | ۶٬۸۴۱٬۱۲۳٬۲۹۱                       |
| ۷    | بتمن                           | سری بورتون                       | بتمن و رابین                          | ۱۹۹۷         | ۲۳۸٬۲۳۵٬۹۱۵                         | ۱٬۲۵۳٬۱۹۲٬۶۸۲                       | ۶٬۸۴۱٬۱۲۳٬۲۹۱                       |
| ۷    | بتمن                           | جوکر                             | جوکر                                  | ۲۰۱۹         | ۸۷۳٬۶۳۷٬۵۲۸                         | ۸۷۳٬۶۳۷٬۵۲۸                         | ۶٬۸۴۱٬۱۲۳٬۲۹۱                       |
| ۷    | بتمن                           | دی‌سی                             | بتمن در برابر سوپرمن: طلوع عدالت      | ۲۰۱۶         | ۸۷۳٬۶۳۷٬۵۲۸                         | ۸۷۳٬۶۳۷٬۵۲۸                         | ۶٬۸۴۱٬۱۲۳٬۲۹۱                       |
| ۷    | بتمن                           | بتمن                             | بتمن                                  | ۲۰۲۲         | ۷۷۰٬۸۳۶٬۱۶۳                         | ۷۷۰٬۸۳۶٬۱۶۳                         | ۶٬۸۴۱٬۱۲۳٬۲۹۱                       |
| ۷    | بتمن                           | فیلم لگو بتمن                    | فیلم لگو بتمن                         | ۲۰۱۷         | ۳۱۱٬۹۵۰٬۳۸۴                         | ۳۱۱٬۹۵۰٬۳۸۴                         | ۶٬۸۴۱٬۱۲۳٬۲۹۱                       |
| ۷    | بتمن                           | زن گربه‌ای                        | زن گربه‌ای                             | ۲۰۰۴         | ۸۲٬۱۰۲٬۳۷۹                          | ۸۲٬۱۰۲٬۳۷۹                          | ۶٬۸۴۱٬۱۲۳٬۲۹۱                       |
| ۷    | بتمن                           | بتمن: نقاب شبح                   | بتمن: نقاب شبح                        | ۱۹۹۳         | ۵٬۶۱۷٬۳۹۱                           | ۵٬۶۱۷٬۳۹۱                           | ۶٬۸۴۱٬۱۲۳٬۲۹۱                       |
| ۷    | بتمن                           | جوک کشنده                        | جوک کشنده                             | ۲۰۱۶         | ۴٬۴۶۲٬۰۳۴                           | ۴٬۵۰۱٬۱۲۵                           | ۶٬۸۴۱٬۱۲۳٬۲۹۱                       |
| ۷    | بتمن                           | بتمن و هارلی کوئین               | بتمن و هارلی کوئین                    | ۲۰۱۷         | ۳۹٬۰۹۱                              | ۴٬۵۰۱٬۱۲۵                           | ۶٬۸۴۱٬۱۲۳٬۲۹۱                       |
| ۷    | بتمن                           | سریال                            | بتمن                                  | ۱۹۶۶         | ۳٬۹۰۰٬۰۰۰                           | ۳٬۹۵۷٬۳۴۳                           | ۶٬۸۴۱٬۱۲۳٬۲۹۱                       |
| ۷    | بتمن                           | سریال                            | بازگشت مبارزان شنل‌پوش                 | ۲۰۱۶         | ۵۷٬۳۴۳                              | ۳٬۹۵۷٬۳۴۳                           | ۶٬۸۴۱٬۱۲۳٬۲۹۱                       |
| ۸    | سریع و خشمگین                  | خشمگین ۷                         | خشمگین ۷                              | ۲۰۱۵         | ۱٬۵۱۶٬۰۴۵٬۹۱۱                       | ۱٬۵۱۶٬۰۴۵٬۹۱۱                       | ۶٬۶۲۰٬۱۸۱٬۷۸۰                       |
| ۸    | سریع و خشمگین                  | سرنوشت خشمگین                    | سرنوشت خشمگین                         | ۲۰۱۷         | ۱٬۲۳۸٬۷۶۴٬۷۶۵                       | ۱٬۲۳۸٬۷۶۴٬۷۶۵                       | ۶٬۶۲۰٬۱۸۱٬۷۸۰                       |
| ۸    | سریع و خشمگین                  | سریع و خشمگین ۶                  | سریع و خشمگین ۶                       | ۲۰۱۳         | ۷۸۸٬۶۷۹٬۸۵۰                         | ۷۸۸٬۶۷۹٬۸۵۰                         | ۶٬۶۲۰٬۱۸۱٬۷۸۰                       |
| ۸    | سریع و خشمگین                  | اف۹                              | اف۹                                   | ۲۰۲۱         | ۷۲۶٬۲۲۹٬۵۰۱                         | ۷۲۶٬۲۲۹٬۵۰۱                         | ۶٬۶۲۰٬۱۸۱٬۷۸۰                       |
| ۸    | سریع و خشمگین                  | سریع و خشمگین ۵                  | سریع و خشمگین ۵                       | ۲۰۱۱         | ۶۲۶٬۱۳۷٬۶۷۵                         | ۶۲۶٬۱۳۷٬۶۷۵                         | ۶٬۶۲۰٬۱۸۱٬۷۸۰                       |
| ۸    | سریع و خشمگین                  | سریع و خشمگین ۴                  | سریع و خشمگین ۴                       | ۲۰۰۹         | ۳۶۳٬۱۶۴٬۲۶۵                         | ۳۶۳٬۱۶۴٬۲۶۵                         | ۶٬۶۲۰٬۱۸۱٬۷۸۰                       |
| ۸    | سریع و خشمگین                  | ۲ سریع و ۲ خشمگین                | ۲ سریع و ۲ خشمگین                     | ۲۰۰۳         | ۲۳۶٬۳۵۰٬۶۶۱                         | ۲۳۶٬۳۵۰٬۶۶۱                         | ۶٬۶۲۰٬۱۸۱٬۷۸۰                       |
| ۸    | سریع و خشمگین                  | سریع و خشمگین                    | سریع و خشمگین                         | ۲۰۰۱         | ۲۰۷٬۲۸۳٬۹۲۵                         | ۲۰۷٬۲۸۳٬۹۲۵                         | ۶٬۶۲۰٬۱۸۱٬۷۸۰                       |
| ۸    | سریع و خشمگین                  | توکیو دریفت                      | توکیو دریفت                           | ۲۰۰۶         | ۱۵۸٬۴۶۸٬۲۹۲                         | ۱۵۸٬۴۶۸٬۲۹۲                         | ۶٬۶۲۰٬۱۸۱٬۷۸۰                       |
| ۸    | سریع و خشمگین                  | هابز و شاو                       | هابز و شاو                            | ۲۰۱۹         | ۷۵۹٬۰۵۶٬۹۳۵                         | ۷۵۹٬۰۵۶٬۹۳۵                         | ۶٬۶۲۰٬۱۸۱٬۷۸۰                       |
| ۹    | دنیای · توسعه · یافته · دی‌سی · | آکوامن                           | آکوامن                                | ۲۰۱۸         | ۱٬۱۴۸٬۴۸۵٬۸۸۶                       | ۱٬۱۴۸٬۴۸۵٬۸۸۶                       | ۶٬۳۲۲٬۱۸۷٬۷۱۲                       |
| ۹    | دنیای · توسعه · یافته · دی‌سی · | بتمن در برابر سوپرمن: طلوع عدالت | بتمن در برابر سوپرمن: طلوع عدالت      | ۲۰۱۶         | ۸۷۳٬۶۳۴٬۹۱۹                         | ۸۷۳٬۶۳۴٬۹۱۹                         | ۶٬۳۲۲٬۱۸۷٬۷۱۲                       |
| ۹    | دنیای · توسعه · یافته · دی‌سی · | زن شگفت‌انگیز                     | زن شگفت‌انگیز                          | ۲۰۱۷         | ۸۲۱٬۸۴۷٬۰۱۲                         | ۸۲۱٬۸۴۷٬۰۱۲                         | ۶٬۳۲۲٬۱۸۷٬۷۱۲                       |
| ۹    | دنیای · توسعه · یافته · دی‌سی · | جوخه انتحار                      | جوخه انتحار                           | ۲۰۱۶         | ۷۴۶٬۸۴۶٬۸۹۴                         | ۷۴۶٬۸۴۶٬۸۹۴                         | ۶٬۳۲۲٬۱۸۷٬۷۱۲                       |
| ۹    | دنیای · توسعه · یافته · دی‌سی · | مرد پولادین                      | مرد پولادین                           | ۲۰۱۳         | ۶۶۸٬۰۴۵٬۵۱۸                         | ۶۶۸٬۰۴۵٬۵۱۸                         | ۶٬۳۲۲٬۱۸۷٬۷۱۲                       |
| ۹    | دنیای · توسعه · یافته · دی‌سی · | لیگ عدالت                        | لیگ عدالت                             | ۲۰۱۷         | ۶۵۷٬۹۲۴٬۲۹۵                         | ۶۵۷٬۹۲۴٬۲۹۵                         | ۶٬۳۲۲٬۱۸۷٬۷۱۲                       |
| ۹    | دنیای · توسعه · یافته · دی‌سی · | بلک ادم                          | بلک ادم                               | ۲۰۲۲         | ۳۹۲٬۹۵۲٬۱۱۱                         | ۳۹۲٬۹۵۲٬۱۱۱                         | ۶٬۳۲۲٬۱۸۷٬۷۱۲                       |
| ۹    | دنیای · توسعه · یافته · دی‌سی · | شزم!                             | شزم!                                  | ۲۰۱۹         | ۳۶۵٬۹۷۱٬۶۵۶                         | ۳۶۵٬۹۷۱٬۶۵۶                         | ۶٬۳۲۲٬۱۸۷٬۷۱۲                       |
| ۹    | دنیای · توسعه · یافته · دی‌سی · | پرندگان شکاری                    | پرندگان شکاری                         | ۲۰۲۰         | ۲۰۵٬۳۰۸٬۶۱۱                         | ۲۰۵٬۳۰۸٬۶۱۱                         | ۶٬۳۲۲٬۱۸۷٬۷۱۲                       |
| ۹    | دنیای · توسعه · یافته · دی‌سی · | زن شگفت‌انگیز ۱۹۸۴                | زن شگفت‌انگیز ۱۹۸۴                     | ۲۰۲۰         | ۱۶۹٬۶۰۲٬۰۰۶                         | ۱۶۹٬۶۰۲٬۰۰۶                         | ۶٬۳۲۲٬۱۸۷٬۷۱۲                       |
| ۹    | دنیای · توسعه · یافته · دی‌سی · | جوخه انتحار                      | جوخه انتحار                           | ۲۰۲۱         | ۱۶۸٬۶۵۷٬۵۶۵                         | ۱۶۸٬۶۵۷٬۵۶۵                         | ۶٬۳۲۲٬۱۸۷٬۷۱۲                       |
| ۹    | دنیای · توسعه · یافته · دی‌سی · | شزم: خشم خدایان                  | شزم: خشم خدایان                       | ۲۰۲۳         | ۱۰۱٬۷۴۷٬۴۱۷                         | ۱۰۱٬۷۴۷٬۴۱۷                         | ۶٬۳۲۲٬۱۸۷٬۷۱۲                       |
| ۱۰   | مردان ایکس                     | سری اصلی                         | روزهای گذشته آینده                    | ۲۰۱۴         | ۷۴۷٬۸۶۲٬۷۷۵                         | ۳٬۰۶۱٬۲۷۵٬۲۹۱                       | ۶٬۰۸۵٬۵۱۷٬۳۳۰                       |
| ۱۰   | مردان ایکس                     | سری اصلی                         | آپوکالیپس                             | ۲۰۱۶         | ۵۴۳٬۹۳۴٬۷۸۷                         | ۳٬۰۶۱٬۲۷۵٬۲۹۱                       | ۶٬۰۸۵٬۵۱۷٬۳۳۰                       |
| ۱۰   | مردان ایکس                     | سری اصلی                         | آخرین ایستادگی                        | ۲۰۰۶         | ۴۵۹٬۳۵۹٬۵۵۵                         | ۳٬۰۶۱٬۲۷۵٬۲۹۱                       | ۶٬۰۸۵٬۵۱۷٬۳۳۰                       |
| ۱۰   | مردان ایکس                     | سری اصلی                         | ایکس ۲                                | ۲۰۰۳         | ۴۰۷٬۷۱۱٬۵۴۹                         | ۳٬۰۶۱٬۲۷۵٬۲۹۱                       | ۶٬۰۸۵٬۵۱۷٬۳۳۰                       |
| ۱۰   | مردان ایکس                     | سری اصلی                         | کلاس اول                              | ۲۰۱۱         | ۳۵۳٬۶۲۴٬۱۲۴                         | ۳٬۰۶۱٬۲۷۵٬۲۹۱                       | ۶٬۰۸۵٬۵۱۷٬۳۳۰                       |
| ۱۰   | مردان ایکس                     | سری اصلی                         | مردان ایکس                            | ۲۰۰۰         | ۲۹۶٬۳۳۹٬۵۲۷                         | ۳٬۰۶۱٬۲۷۵٬۲۹۱                       | ۶٬۰۸۵٬۵۱۷٬۳۳۰                       |
| ۱۰   | مردان ایکس                     | سری اصلی                         | دارک فینکس                            | ۲۰۱۹         | ۲۵۲٬۴۴۲٬۹۷۴                         | ۳٬۰۶۱٬۲۷۵٬۲۹۱                       | ۶٬۰۸۵٬۵۱۷٬۳۳۰                       |
| ۱۰   | مردان ایکس                     | سری ددپول                        | ددپول ۲                               | ۲۰۱۸         | ۷۸۵٬۰۴۶٬۹۲۰                         | ۱٬۵۶۸٬۱۵۹٬۸۹۹                       | ۶٬۰۸۵٬۵۱۷٬۳۳۰                       |
| ۱۰   | مردان ایکس                     | سری ددپول                        | ددپول                                 | ۲۰۱۶         | ۷۸۳٬۱۱۲٬۹۷۹                         | ۱٬۵۶۸٬۱۵۹٬۸۹۹                       | ۶٬۰۸۵٬۵۱۷٬۳۳۰                       |
| ۱۰   | مردان ایکس                     | سری ولورین                       | لوگان                                 | ۲۰۱۷         | ۶۱۹٬۰۲۱٬۴۳۶                         | ۱٬۴۰۶٬۹۱۲٬۵۴۶                       | ۶٬۰۸۵٬۵۱۷٬۳۳۰                       |
| ۱۰   | مردان ایکس                     | سری ولورین                       | ولورین                                | ۲۰۱۳         | ۴۱۴٬۸۲۸٬۲۴۶                         | ۱٬۴۰۶٬۹۱۲٬۵۴۶                       | ۶٬۰۸۵٬۵۱۷٬۳۳۰                       |
| ۱۰   | مردان ایکس                     | سری ولورین                       | خاستگاه مردان ایکس: ولورین            | ۲۰۰۹         | ۳۷۳٬۰۶۲٬۸۶۴                         | ۱٬۴۰۶٬۹۱۲٬۵۴۶                       | ۶٬۰۸۵٬۵۱۷٬۳۳۰                       |
| ۱۰   | مردان ایکس                     | جهش‌یافته‌های جدید                 | جهش‌یافته‌های جدید                      | ۲۰۲۰         | ۴۹٬۱۶۹٬۵۹۴                          | ۴۹٬۱۶۹٬۵۹۴                          | ۶٬۰۸۵٬۵۱۷٬۳۳۰                       |
| ۱۱   | سرزمین میانی                   | ارباب حلقه‌ها                     | بازگشت پادشاه                         | ۲۰۰۳         | ۱٬۱۴۶٬۰۳۰٬۹۱۲                       | ۲٬۹۹۱٬۲۱۶٬۰۷۹                       | ۵٬۹۵۳٬۰۷۷٬۷۱۰                       |
| ۱۱   | سرزمین میانی                   | ارباب حلقه‌ها                     | دو برج                                | ۲۰۰۲         | ۹۴۷٬۴۹۵٬۰۹۵                         | ۲٬۹۹۱٬۲۱۶٬۰۷۹                       | ۵٬۹۵۳٬۰۷۷٬۷۱۰                       |
| ۱۱   | سرزمین میانی                   | ارباب حلقه‌ها                     | یاران حلقه                            | ۲۰۰۱         | ۸۹۷٬۶۹۰٬۰۷۲                         | ۲٬۹۹۱٬۲۱۶٬۰۷۹                       | ۵٬۹۵۳٬۰۷۷٬۷۱۰                       |
| ۱۱   | سرزمین میانی                   | هابیت                            | یک سفر غیرمنتظره                      | ۲۰۱۲         | ۱٬۰۱۷٬۰۰۳٬۵۶۸                       | ۲٬۹۳۱٬۳۹۰٬۲۱۱                       | ۵٬۹۵۳٬۰۷۷٬۷۱۰                       |
| ۱۱   | سرزمین میانی                   | هابیت                            | برهوت اسماگ                           | ۲۰۱۳         | ۹۵۸٬۳۶۶٬۸۵۵                         | ۲٬۹۳۱٬۳۹۰٬۲۱۱                       | ۵٬۹۵۳٬۰۷۷٬۷۱۰                       |
| ۱۱   | سرزمین میانی                   | هابیت                            | نبرد پنج سپاه                         | ۲۰۱۴         | ۹۵۶٬۰۱۹٬۷۸۸                         | ۲٬۹۳۱٬۳۹۰٬۲۱۱                       | ۵٬۹۵۳٬۰۷۷٬۷۱۰                       |
| ۱۱   | سرزمین میانی                   | ارباب حلقه‌ها                     | ارباب حلقه‌ها                          | ۱۹۷۸         | ۳۰٬۴۷۱٬۴۲۰                          | ۳۰٬۴۷۱٬۴۲۰                          | ۵٬۹۵۳٬۰۷۷٬۷۱۰                       |
| ۱۲   | پارک ژوراسیک                   | سه‌گانهٔ دنیای ژوراسیک             | دنیای ژوراسیک                         | ۲۰۱۵         | ۱٬۶۷۱٬۵۳۷٬۴۴۴                       | ۳٬۹۸۲٬۱۵۷٬۹۸۵                       | ۶٬۰۰۴٬۶۱۸٬۷۹۶                       |
| ۱۲   | پارک ژوراسیک                   | سه‌گانهٔ دنیای ژوراسیک             | سقوط پادشاهی                          | ۲۰۱۸         | ۱٬۳۰۹٬۴۸۴٬۴۶۱                       | ۳٬۹۸۲٬۱۵۷٬۹۸۵                       | ۶٬۰۰۴٬۶۱۸٬۷۹۶                       |
| ۱۲   | پارک ژوراسیک                   | سه‌گانهٔ دنیای ژوراسیک             | قلمرو                                 | ۲۰۲۲         | ۱٬۰۰۱٬۱۳۶٬۰۸۰                       | ۳٬۹۸۲٬۱۵۷٬۹۸۵                       | ۶٬۰۰۴٬۶۱۸٬۷۹۶                       |
| ۱۲   | پارک ژوراسیک                   | سه‌گانهٔ پارک ژوراسیک              | پارک ژوراسیک                          | ۱۹۹۳         | ۱٬۰۳۴٬۱۹۹٬۰۰۳                       | ۲٬۰۲۱٬۶۱۸٬۸۱۱                       | ۶٬۰۰۴٬۶۱۸٬۷۹۶                       |
| ۱۲   | پارک ژوراسیک                   | سه‌گانهٔ پارک ژوراسیک              | جهان گمشده                            | ۱۹۹۷         | ۶۱۸٬۶۳۸٬۹۹۹                         | ۲٬۰۲۱٬۶۱۸٬۸۱۱                       | ۶٬۰۰۴٬۶۱۸٬۷۹۶                       |
| ۱۲   | پارک ژوراسیک                   | سه‌گانهٔ پارک ژوراسیک              | پارک ژوراسیک ۳                        | ۲۰۰۱         | ۳۶۸٬۷۸۰٬۸۰۹                         | ۲٬۰۲۱٬۶۱۸٬۸۱۱                       | ۶٬۰۰۴٬۶۱۸٬۷۹۶                       |
| ۱۳   | آواتار                         | آواتار                           | آواتار                                | ۲۰۰۹         | ۲٬۹۲۳٬۷۰۶٬۰۲۶                       | ۲٬۹۲۳٬۷۰۶٬۰۲۶                       | ۵٬۲۳۳٬۳۶۶٬۲۶۲                       |
| ۱۳   | آواتار                         | راه آب                           | راه آب                                | ۲۰۲۲         | ۲٬۳۰۹٬۶۶۰٬۲۳۶                       | ۲٬۳۰۹٬۶۶۰٬۲۳۶                       | ۵٬۲۳۳٬۳۶۶٬۲۶۲                       |
| ۱۴   | تبدیل شوندگان                  | سری بِی                           | نیمه تاریک ماه                        | ۲۰۱۱         | ۱٬۱۲۳٬۷۹۴٬۰۷۹                       | ۴٬۳۷۹٬۲۸۶٬۷۸۱                       | ۴٬۳۷۹٬۲۸۶٬۷۸۱                       |
| ۱۴   | تبدیل شوندگان                  | سری بِی                           | عصر انقراض                            | ۲۰۱۴         | ۱٬۱۰۴٬۰۵۴٬۰۷۲                       | ۴٬۳۷۹٬۲۸۶٬۷۸۱                       | ۴٬۳۷۹٬۲۸۶٬۷۸۱                       |
| ۱۴   | تبدیل شوندگان                  | سری بِی                           | انتقام فالن                           | ۲۰۰۹         | ۸۳۶٬۳۰۳٬۶۹۳                         | ۴٬۳۷۹٬۲۸۶٬۷۸۱                       | ۴٬۳۷۹٬۲۸۶٬۷۸۱                       |
| ۱۴   | تبدیل شوندگان                  | سری بِی                           | تبدیل‌شوندگان                          | ۲۰۰۷         | ۷۰۹٬۷۰۹٬۷۸۰                         | ۴٬۳۷۹٬۲۸۶٬۷۸۱                       | ۴٬۳۷۹٬۲۸۶٬۷۸۱                       |
| ۱۴   | تبدیل شوندگان                  | سری بِی                           | آخرین شوالیه                          | ۲۰۱۷         | ۶۰۵٬۴۲۵٬۱۵۷                         | ۴٬۳۷۹٬۲۸۶٬۷۸۱                       | ۴٬۳۷۹٬۲۸۶٬۷۸۱                       |
| ۱۴   | تبدیل شوندگان                  | بامبلبی                          | بامبلبی                               | ۲۰۱۸         | ۴۶۷٬۹۸۹٬۶۴۵                         | ۴۶۷٬۹۸۹٬۶۴۵                         | ۴٬۳۷۹٬۲۸۶٬۷۸۱                       |
| ۱۴   | تبدیل شوندگان                  | تبدیل‌شوندگان: فیلم               | تبدیل‌شوندگان: فیلم                    | ۱۹۸۶         | ۶٬۴۶۹٬۲۴۴                           | ۶٬۴۶۹٬۲۴۴                           | ۴٬۳۷۹٬۲۸۶٬۷۸۱                       |
| ۱۵   | دزدان دریایی کارائیب           | صندوقچه مرد مرده                 | صندوقچه مرد مرده                      | ۲۰۰۶         | ۱٬۰۶۶٬۱۷۹٬۷۲۵                       | ۱٬۰۶۶٬۱۷۹٬۷۲۵                       | ۴٬۵۲۴٬۴۳۹٬۷۶۱                       |
| ۱۵   | دزدان دریایی کارائیب           | سوار بر امواج ناشناخته           | سوار بر امواج ناشناخته                | ۲۰۱۱         | ۱٬۰۴۵٬۷۱۳٬۸۰۲                       | ۱٬۰۴۵٬۷۱۳٬۸۰۲                       | ۴٬۵۲۴٬۴۳۹٬۷۶۱                       |
| ۱۵   | دزدان دریایی کارائیب           | پایان جهان                       | پایان جهان                            | ۲۰۰۷         | ۹۶۳٬۴۲۰٬۴۲۵                         | ۹۶۳٬۴۲۰٬۴۲۵                         | ۴٬۵۲۴٬۴۳۹٬۷۶۱                       |
| ۱۵   | دزدان دریایی کارائیب           | مردگان حکایت نمی‌کنند             | مردگان حکایت نمی‌کنند                  | ۲۰۱۷         | ۷۹۴٬۸۶۱٬۷۹۴                         | ۷۹۴٬۸۶۱٬۷۹۴                         | ۴٬۵۲۴٬۴۳۹٬۷۶۱                       |
| ۱۵   | دزدان دریایی کارائیب           | نفرین مروارید سیاه               | نفرین مروارید سیاه                    | ۲۰۰۳         | ۶۵۴٬۲۶۴٬۰۱۵                         | ۶۵۴٬۲۶۴٬۰۱۵                         | ۴٬۵۲۴٬۴۳۹٬۷۶۱                       |
| ۱۶   | من نفرت انگیز                  | سری اصلی                         | من نفرت‌انگیز ۳                        | ۲۰۱۷         | ۱٬۰۳۴٬۷۹۹٬۴۰۹                       | ۲٬۵۴۸٬۶۷۵٬۲۷۹                       | ۴٬۶۴۷٬۷۴۸٬۸۷۳                       |
| ۱۶   | من نفرت انگیز                  | سری اصلی                         | من نفرت‌انگیز ۲                        | ۲۰۱۳         | ۹۷۰٬۷۶۱٬۸۸۵                         | ۲٬۵۴۸٬۶۷۵٬۲۷۹                       | ۴٬۶۴۷٬۷۴۸٬۸۷۳                       |
| ۱۶   | من نفرت انگیز                  | سری اصلی                         | من نفرت‌انگیز                          | ۲۰۱۰         | ۵۴۳٬۱۱۳٬۹۸۵                         | ۲٬۵۴۸٬۶۷۵٬۲۷۹                       | ۴٬۶۴۷٬۷۴۸٬۸۷۳                       |
| ۱۶   | من نفرت انگیز                  | سری مینیون‌ها                     | مینیون‌ها                              | ۲۰۱۵         | ۱٬۱۵۹٬۳۹۸٬۳۹۷                       | ۲٬۰۹۹٬۰۷۲٬۸۷۲                       | ۴٬۶۴۷٬۷۴۸٬۸۷۳                       |
| ۱۶   | من نفرت انگیز                  | سری مینیون‌ها                     | مینیون‌ها: ظهور گرو                    | ۲۰۲۲         | ۹۳۹٬۶۲۸٬۲۱۰                         | ۲٬۰۹۹٬۰۷۲٬۸۷۲                       | ۴٬۶۴۷٬۷۴۸٬۸۷۳                       |
| ۱۷   | شرک                            | سری اصلی                         | شرک ۲                                 | ۲۰۰۴         | ۹۱۹٬۸۳۸٬۷۵۸                         | ۲٬۹۵۵٬۸۰۷٬۰۰۵                       | ۴٬۰۰۹٬۵۱۶٬۱۴۲                       |
| ۱۷   | شرک                            | سری اصلی                         | شرک ۳                                 | ۲۰۰۷         | ۷۹۸٬۹۵۸٬۱۶۲                         | ۲٬۹۵۵٬۸۰۷٬۰۰۵                       | ۴٬۰۰۹٬۵۱۶٬۱۴۲                       |
| ۱۷   | شرک                            | سری اصلی                         | شرک برای همیشه                        | ۲۰۱۰         | ۷۵۲٬۶۰۰٬۸۶۷                         | ۲٬۹۵۵٬۸۰۷٬۰۰۵                       | ۴٬۰۰۹٬۵۱۶٬۱۴۲                       |
| ۱۷   | شرک                            | سری اصلی                         | شرک                                   | ۲۰۰۱         | ۴۸۴٬۴۰۹٬۲۱۸                         | ۲٬۹۵۵٬۸۰۷٬۰۰۵                       | ۴٬۰۰۹٬۵۱۶٬۱۴۲                       |
| ۱۷   | شرک                            | سری گربه چکمه‌پوش                 | گربه چکمه‌پوش                          | ۲۰۱۱         | ۵۵۴٬۹۸۷٬۴۷۷                         | ۱٬۰۳۰٬۳۷۷٬۹۰۷                       | ۴٬۰۰۹٬۵۱۶٬۱۴۲                       |
| ۱۷   | شرک                            | سری گربه چکمه‌پوش                 | آخرین آرزو                            | ۲۰۲۲         | ۴۷۵٬۳۹۰٬۴۳۰                         | ۱٬۰۳۰٬۳۷۷٬۹۰۷                       | ۴٬۰۰۹٬۵۱۶٬۱۴۲                       |
| ۱۸   | مأموریت: غیرممکن               | فال‌اوت                           | فال‌اوت                                | ۲۰۱۸         | ۷۹۱٬۱۱۵٬۱۰۴                         | ۷۹۱٬۱۱۵٬۱۰۴                         | ۳٬۵۷۰٬۴۷۷٬۲۲۷                       |
| ۱۸   | مأموریت: غیرممکن               | پروتکل شبح                       | پروتکل شبح                            | ۲۰۱۱         | ۶۹۴٬۷۱۳٬۳۸۰                         | ۶۹۴٬۷۱۳٬۳۸۰                         | ۳٬۵۷۰٬۴۷۷٬۲۲۷                       |
| ۱۸   | مأموریت: غیرممکن               | ملت یاغی                         | ملت یاغی                              | ۲۰۱۵         | ۶۸۲٬۷۱۴٬۲۶۷                         | ۶۸۲٬۷۱۴٬۲۶۷                         | ۳٬۵۷۰٬۴۷۷٬۲۲۷                       |
| ۱۸   | مأموریت: غیرممکن               | مأموریت: غیرممکن ۲               | مأموریت: غیرممکن ۲                    | ۲۰۰۰         | ۵۴۶٬۳۸۸٬۱۰۵                         | ۵۴۶٬۳۸۸٬۱۰۵                         | ۳٬۵۷۰٬۴۷۷٬۲۲۷                       |
| ۱۸   | مأموریت: غیرممکن               | مأموریت: غیرممکن                 | مأموریت: غیرممکن                      | ۱۹۹۶         | ۴۵۷٬۶۹۶٬۳۵۹                         | ۴۵۷٬۶۹۶٬۳۵۹                         | ۳٬۵۷۰٬۴۷۷٬۲۲۷                       |
| ۱۸   | مأموریت: غیرممکن               | مأموریت: غیرممکن ۳               | مأموریت: غیرممکن ۳                    | ۲۰۰۶         | ۳۹۷٬۸۵۰٬۰۱۲                         | ۳۹۷٬۸۵۰٬۰۱۲                         | ۳٬۵۷۰٬۴۷۷٬۲۲۷                       |
| ۱۹   | گرگ‌ و میش                      | سپیده‌دم – قسمت دوم               | سپیده‌دم – قسمت دوم                    | ۲۰۱۲         | ۸۲۹٬۷۴۶٬۸۲۰                         | ۸۲۹٬۷۴۶٬۸۲۰                         | ۳٬۳۴۶٬۱۵۷٬۰۵۶                       |
| ۱۹   | گرگ‌ و میش                      | سپیده‌دم – قسمت اول               | سپیده‌دم – قسمت اول                    | ۲۰۱۱         | ۷۱۲٬۲۰۵٬۸۵۶                         | ۷۱۲٬۲۰۵٬۸۵۶                         | ۳٬۳۴۶٬۱۵۷٬۰۵۶                       |
| ۱۹   | گرگ‌ و میش                      | ماه نو                           | ماه نو                                | ۲۰۰۹         | ۷۰۹٬۷۱۱٬۰۰۸                         | ۷۰۹٬۷۱۱٬۰۰۸                         | ۳٬۳۴۶٬۱۵۷٬۰۵۶                       |
| ۱۹   | گرگ‌ و میش                      | خسوف                             | خسوف                                  | ۲۰۱۰         | ۶۹۸٬۴۹۱٬۳۴۷                         | ۶۹۸٬۴۹۱٬۳۴۷                         | ۳٬۳۴۶٬۱۵۷٬۰۵۶                       |
| ۱۹   | گرگ‌ و میش                      | گرگ‌ومیش                          | گرگ‌ومیش                               | ۲۰۰۸         | ۳۹۳٬۶۱۶٬۷۸۸                         | ۳۹۳٬۶۱۶٬۷۸۸                         | ۳٬۳۴۶٬۱۵۷٬۰۵۶                       |
| ۱۹   | گرگ‌ و میش                      | گرگ‌ومیش و ماه نو با هم           | گرگ‌ومیش و ماه نو با هم                | ۲۰۱۰         | ۲٬۳۸۵٬۲۳۷                           | ۲٬۳۸۵٬۲۳۷                           | ۳٬۳۴۶٬۱۵۷٬۰۵۶                       |
| ۲۰   | داستان اسباب بازی              | سری اصلی                         | داستان اسباب‌بازی ۴                    | ۲۰۱۹         | ۱٬۰۷۳٬۳۹۴٬۵۹۳                       | ۳٬۰۴۳٬۵۶۹٬۷۹۸                       | ۳٬۲۶۹٬۹۹۵٬۲۱۸                       |
| ۲۰   | داستان اسباب بازی              | سری اصلی                         | داستان اسباب‌بازی ۳                    | ۲۰۱۰         | ۱٬۰۶۶٬۹۶۹٬۷۰۳                       | ۳٬۰۴۳٬۵۶۹٬۷۹۸                       | ۳٬۲۶۹٬۹۹۵٬۲۱۸                       |
| ۲۰   | داستان اسباب بازی              | سری اصلی                         | داستان اسباب‌بازی ۲                    | ۱۹۹۹         | ۴۹۷٬۳۶۶٬۸۶۹                         | ۳٬۰۴۳٬۵۶۹٬۷۹۸                       | ۳٬۲۶۹٬۹۹۵٬۲۱۸                       |
| ۲۰   | داستان اسباب بازی              | سری اصلی                         | داستان اسباب‌بازی                      | ۱۹۹۵         | ۳۷۳٬۵۵۴٬۰۳۳                         | ۳٬۰۴۳٬۵۶۹٬۷۹۸                       | ۳٬۲۶۹٬۹۹۵٬۲۱۸                       |
| ۲۰   | داستان اسباب بازی              | لایت‌یر                           | لایت‌یر                                | ۲۰۲۲         | ۲۲۶٬۴۲۵٬۴۲۰                         | ۲۲۶٬۴۲۵٬۴۲۰                         | ۳٬۲۶۹٬۹۹۵٬۲۱۸                       |
| ۲۱   | عصر یخبندان                    | ظهور دایناسورها                  | ظهور دایناسورها                       | ۲۰۰۹         | ۸۸۶٬۶۸۶٬۸۱۷                         | ۸۸۶٬۶۸۶٬۸۱۷                         | ۳٬۲۱۷٬۲۵۱٬۶۸۱                       |
| ۲۱   | عصر یخبندان                    | رانش قاره‌ای                      | رانش قاره‌ای                           | ۲۰۱۲         | ۸۷۷٬۲۴۴٬۷۸۲                         | ۸۷۷٬۲۴۴٬۷۸۲                         | ۳٬۲۱۷٬۲۵۱٬۶۸۱                       |
| ۲۱   | عصر یخبندان                    | ذوب                              | ذوب                                   | ۲۰۰۶         | ۶۶۱٬۴۸۳٬۹۰۸                         | ۶۶۱٬۴۸۳٬۹۰۸                         | ۳٬۲۱۷٬۲۵۱٬۶۸۱                       |
| ۲۱   | عصر یخبندان                    | مسیر برخورد                      | مسیر برخورد                           | ۲۰۱۶         | ۴۰۸٬۵۷۹٬۰۳۸                         | ۴۰۸٬۵۷۹٬۰۳۸                         | ۳٬۲۱۷٬۲۵۱٬۶۸۱                       |
| ۲۱   | عصر یخبندان                    | عصر یخبندان                      | عصر یخبندان                           | ۲۰۰۲         | ۳۸۳٬۲۵۷٬۱۳۶                         | ۳۸۳٬۲۵۷٬۱۳۶                         | ۳٬۲۱۷٬۲۵۱٬۶۸۱                       |